# 宁夏回族自治区
寧夏回族自治区，简称寧，是中华人民共和国西北地區的一个少数民族自治区，位于黄河上游河套的一部分。宁夏东邻陕西省，西部、北部接内蒙古自治区，南部与甘肃省相连。宁夏占全国陆地总面积的0.69%，是中国面积最小的省级民族自治地方。宁夏下辖五个地级市，首府银川，是中国西北地区重要的中心城市。元初在西夏故地置西夏中兴行省，取“夏地安宁”之意，始有“宁夏”地名。
2019年宁夏回族自治区常住人口694.66万人，城镇人口为415.81万人，城镇化率为59.86%。宁夏回族自治区是一个多民族聚居的地方，有汉族、回族、蒙古族、满族、东乡族、撒拉族、藏族和保安族等。自治區人民政府駐银川市解放西街361号。
宁夏地形从西南向东北逐渐倾斜，丘陵沟壑林立，地形分为三大板块：北部引黄灌区、中部干旱带、南部山区。其中宁夏北部引黄灌区又称宁夏平原，是黄河上游的第一大平原，属于河套平原的一部分，开发于秦朝，以43%的面积集中了宁夏60％的人口、80％的城镇和82％的城镇人口，创造了90％以上的GDP和财政收入。中部干旱带、南部山区经济滞后，西海固是宁夏回族自治区南部的一个地区，是宁夏西吉县、海原县和固原县三县县名首字的简称。西海固地区被联合国世界粮食计划署确定为全球最不适宜人类居住的地区之一，也是中国最干旱的地区。
宁夏地区历史悠久，是汉族的原居地之一和古代东亚农业的主要发祥地之一，是中国古代重要的军事战略要地和粮食产区。丝绸之路也在这里留下了众多名胜古迹和灿烂文化，亚洲各民族文化的交流地。贺兰山岩画是中国北方岩画的代表，表现了原始游牧先民的生活、祭祀和图腾崇拜。1923年，宁夏灵武水洞沟遗址发掘获得大量石器和少量动物化石，首次证明中国有旧石器时代遗址存在，这批遗址被德日进等人称作“河套文化”。宁夏彭阳县发现的姚河塬遗址是商周时期的封国遗址，出土的甲骨文和青铜器，推翻了之前历史学界关于“周人文化未过陇山（六盘山）”的论断。
先秦时期，“秦霸西戎”，秦惠王击败义渠戎占领宁夏南部，并在宁夏修筑多段秦长城。秦始皇时期秦蒙恬攻匈奴之戰后，宁夏全境并入中原王朝，属于北地郡属地，西汉属于北地郡和安定郡，北周属灵州、原州，隋朝属灵武郡，唐属朔方节度使，辖区广大。西夏属兴庆府、西平府等。元属西夏中兴行省，为元朝一级行政区划。宁夏有战国、秦、汉、隋、明等中国古代几乎所有朝代修筑的大量长城、关隘和城堡，全长1507.9公里，其中固原境内战国时期秦长城和盐池、灵武境内的隋长城十分珍贵，宁夏又被称为“长城博物馆”。
宁夏面积虽小，但太阳能、风能、煤炭、石膏、天然气等能源资源丰富，也是西气东输、西电东送的重要枢纽。宁夏煤炭储量占全国第5位，太西煤是贺兰山区的侏罗纪无烟煤，在国际上被称之为“煤中之王”，与越南鸿基煤齐名。宁夏的石膏矿藏量居全国第一。宁夏宁东能源化工基地是中国重要的能源化工基地，建成世界单产规模最大的煤制石油项目。宁夏是中国首个省级新能源综合示范区，风电和光伏的装机占比位居全国第三。宁夏-山东±660千伏直流工程是世界首个±660千伏电压等级的直流输电工程，宁夏灵州至绍兴±800千伏特高压直流输电工程每年向浙江输电500亿千瓦时，沙湖750千伏变电站则承担着伊克昭-临沂±800千伏直流输电工程外送伊克昭换流站电源点的重任。

## 历史

### 早期历史

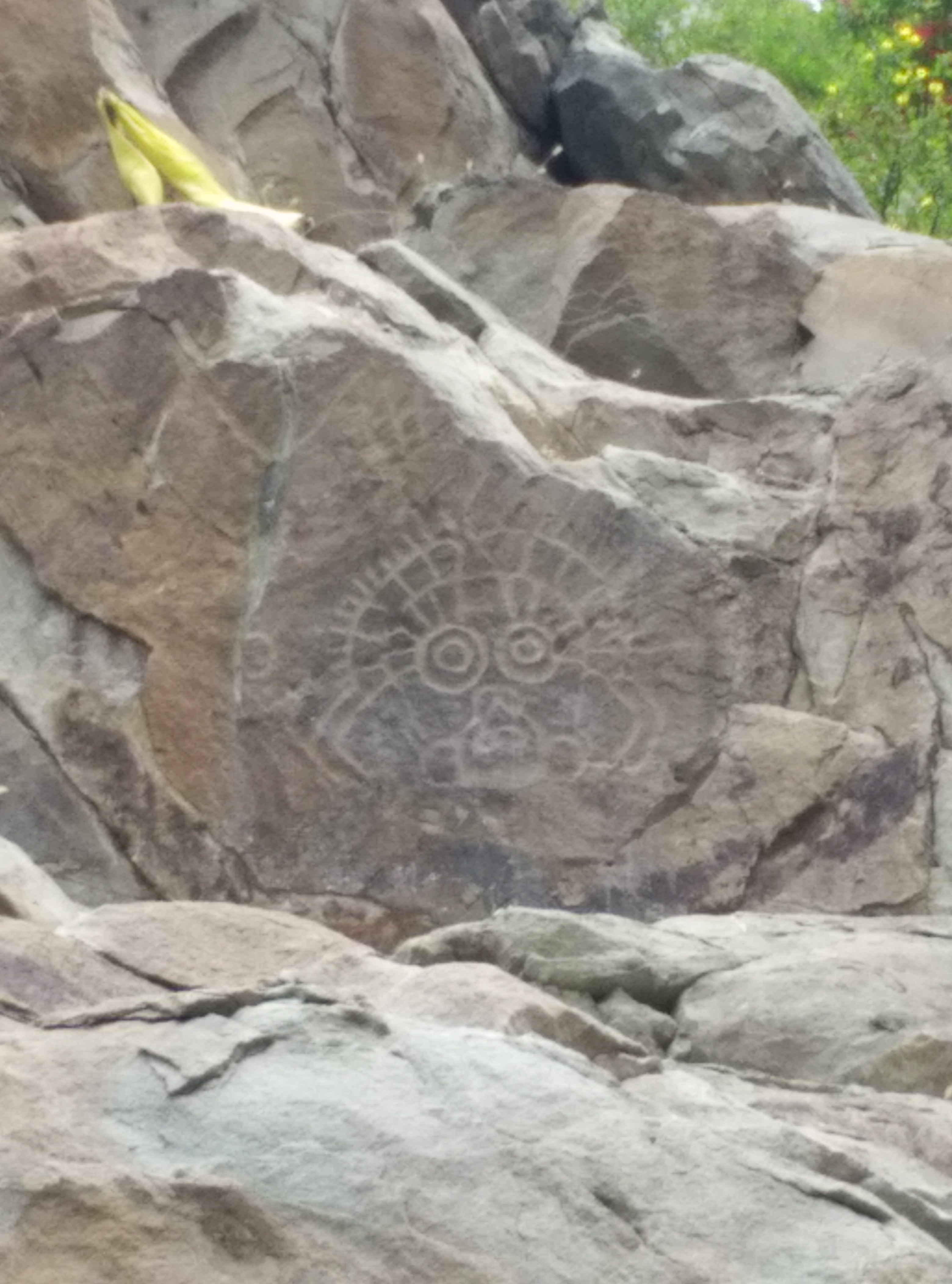
贺兰山岩画太阳神

早在4万年前的旧石器时代晚期，人类就在宁夏这块土地上繁衍生息。宁夏处于远古人类大迁徙的地理通道上，旧石器时代、旧新石器过渡时代、新石器时代的遗址都有在宁夏发现。有代表性的遗址有水洞沟遗址、鸽子山遗址、菜园遗址和贺兰山岩画等。
水洞沟遗址自1923年先后由法、中、苏、美等国家的考古学家进行了6次发掘，从距今4万年的旧石器时代晚期初段至1万年以后的新石器时代都有发现，被誉为“中国有旧石器时代考古的发源地”。1923年夏，法国古生物学家、神学家德日进和桑志华首次发掘水洞沟遗址，经过研究，首次证明中国有旧石器时代遗址存在，后把水洞沟称为“河套文化”。水洞沟遗址发现有典型的勒瓦娄哇石叶工业，被视为东西方文化与人群交流的直接证据。近年来持续发掘的结果表明，水洞沟的部分当地人是石器时代亚洲、欧洲混血人类的后代。
鸽子山遗址处于贺兰山东麓，是中国重要的旧石器时代晚期的古人类遗址。其文化面貌为发达的两面器加工技术和典型的细石器工艺，文化层年代大约为距今12700～10200年。2014年9月至10月，发掘出晚更新世末期，该地区古人类遗留的大量磨盘、磨棒、装饰品、打制石器、磨制石器、烧石、种子等的文化堆积，大量、完好的火塘表明鸽子山人熟练掌握了取火技术，大量作物种子表明鸽子山人掌握熟练的农耕技巧，全景展现了旧时代晚期宁夏古人类的生存画卷。

### 春秋战国
宁夏地区陆续发现了西周时期的孙家庄文化遗址、姚河塬文化遗址，表明西周早期宁夏南部地区已属周朝疆域。西周时期，宁夏南部有西周王室的封国薛国，都城在今彭阳姚河源，为目前发现周朝最西北的封国。
春秋时期的宁夏分属于义渠、乌氏、朐衍、緄夷等西戎部落方国。西戎諸國的势力十分强大，对中原王朝构成威胁。固原地区的春秋战国时期墓地出土了各类生产生活用具、兵器、车马器和装饰品等青铜文化遗物，揭示出古代游牧民族生活的繁荣景象。
秦惠文王时期（前337一前311年）在宁夏南部设置乌氏县（在今宁夏固原市原州区南），后在秦昭襄王三十六年（前271年）彻底灭义渠后置北地郡，固原所在区域属北地郡。
秦昭襄王三十五年（前272年）,宣太后诱杀义渠王于甘泉宫，接着发兵攻打义渠，在宁夏南部增设朝那县。秦军击溃义渠戎占据宁夏大部，宁夏北部的贺兰山以及宁夏平原地区首次纳入秦国版图，但并未设立城池守护。之后匈奴乘机又占据了宁夏中北部。
为防御戎、匈奴等势力骚扰，秦于公元前306年至公元前251年数次战争攻灭义渠戎后，在宁夏南部修筑战国秦长城。战国秦长城在宁夏境内经过西吉、固原、彭阳3县，全长约174公里，其中部分秦长城在明朝又被修缮利用。

### 秦、汉时期
秦始皇二十七年(前220年)，秦始皇首巡北地郡，经六盘山朝那湫（今宁夏回族自治区彭阳县古城镇西）封禅。
秦始皇三十三年，秦蒙恬攻匈奴之战后从匈奴手中夺取宁夏平原，蒙恬在宁夏平原中北部设立军事建制浑怀障，置浑怀都尉，开始屯田戍边。
西汉惠帝四年(公元前191年)，置灵州县，作为行政建制管理宁夏北部，于灵州县北建“河奇苑”和“号非苑”两马苑，以牧马。
公元前114年，汉武帝为加强西北边地军事防御，在宁夏南部固原置安定郡，建高平城，因其城坚池深，史称“高平第一城”。汉武帝元鼎五年(前112年)十月，汉武帝越陇山六盘山，出萧关（今宁夏固原东南），首次巡视安定郡（今宁夏固原），检查边防，又沿宁夏中南部的清水河谷北上，狩猎于“新秦中”（今宁夏平原、内蒙古包头等军屯区域）史学家司马迁随从巡视。
西汉元鼎五年（公元前112年）在银川平原筑典农城，典农即为“规范农业生产”之意。汉成帝阳朔年间（前24～前21年），北地郡上河典农都尉冯参，在今银川东郊修建了北典农城。另筑有南典农城，在今宁夏青铜峡市邵岗与玉泉营之间。汉武帝时期大举开发宁夏农业，迁关东之民70万户安置于宁夏平原和东套。西汉设置田官，开挖河渠用以灌溉。
汉代宁夏南部六盘山地区出现了一些豪强家族，如安定梁氏、安定皇甫氏等，不少宗族子弟位列公卿。
西汉末期到东汉初期，在北地郡、安定郡等沿边各郡相继安置了大批归附的羌民，宁夏形成农牧混杂、民族混居的情况。公元57年，东汉与羌的战争爆发。东汉永元十四年（102年），安定郡（今宁夏固原）数百羌民叛乱。永初二年（108年），羌族部落头领滇零攻占北地郡（今宁夏吴忠西南），同年滇零在北地郡称帝。永初五年（111年），因羌乱势大，东汉政府无力有效管辖，便下诏将边塞四郡（北地郡、安定郡、上郡、陇西郡）迁往关内。将北地郡的郡治富平县迁往池阳（今陕西泾阳县西北），史称“边塞四郡内迁”。滇零称帝后，羌族士兵频繁出兵进攻掠夺三辅，一度占领大片凉州、并州的土地。
东汉与羌的战争长达半个多世纪，造成宁夏地区北地郡、安定郡人口锐减，永和五年（公元140 年）的户籍数据表明，北地郡六城经历羌乱后，户仅3100多，口仅18000余，人口仅为西汉人口北地郡的（户64000，口21万有余）的8.5%。

### 魏晋南北朝时期
三国时期，宁夏南部属于魏国安定郡。
西晋初年，由于中原战乱频发，无暇西顾，鲜卑、匈奴大量内迁宁夏，高平川（今宁夏中部、南部的清水河流域）一带，就有鲜卑人部众万余。
晋泰始四年至于五年（268—269）间，凉州（今宁夏、甘肃、内蒙古西部地区）连年大旱，数十万人饥荒。大将胡烈屯兵于高平川（今宁夏固原市清水河流域），派兵进占麦田（约今宁夏中卫大麦地一带）的河西鲜卑聚居地。胡烈没有进行赈灾和安抚，其高压处理使得凉州汉族和匈奴、鲜卑等族矛盾激化。
泰始六年（270年）河西鲜卑秃发部首领树机能起兵抗西晋，秦凉之变开始，斩杀胡烈于万斛堆（约今宁夏中卫和甘肃靖远一带）。随后氐、羌、匈奴等部皆叛。咸宁五年（279年）十二月，大将马隆杀秃发树机能，凉州方平定，秦凉之变结束。
晉惠帝元康元年（291年），「八王之亂」開始，涼州牧張軌（安定郡烏氏縣人，今寧夏固原市）占有凉州，領兵平定鮮卑，成为前涼的奠基者，他重视教育，减免赋税，恢复生产。永嘉之亂後，中原和關中地區的很多百姓流入涼州。320年，前涼建国，为十六國之一，追張軌为凉太祖。宁夏属于前涼的北地郡和安定郡。
此后，宁夏南部属于雍州，先后被後趙、前秦占领。宁夏北部属于匈奴铁弗部。
后秦弘始八年（407年），后秦安北将军、阳川侯赫连勃勃扣押柔然可汗送给后秦的八千匹马，然后假装在高平川（今宁夏南清水河）狩猎，袭杀后秦高平公没弈干。随后，赫连勃勃于高平城（宁夏固原）公开反叛后秦。义熙三年（407年）赫连勃勃以高平城为根据地，建立大夏。宁夏全境属于大夏，重要城池包括高平城(今宁夏固原)、薄骨律城(即灵州，今宁夏吴忠西北)、饮汗城(今宁夏银川)。赫连勃勃在饮汗城(今银川)以东营建丽子园，作为避暑园林。
公元431年，大夏國為北魏所滅，宁夏全境并入北魏。薄骨律鎮（今宁夏吴忠西北）鎮將刁雍，开艾山渠，灌溉农田。
535年，西魏建立，宁夏全境并入西魏。后并入北周。
建德三年（公元574年），周武帝遷二萬戶於麗子園（今銀川掌政一帶），在今宁夏銀川市设置懷遠縣和懷遠郡。周宣政元年，周武帝迁江左数万人于灵州，因为“其江左之人，崇礼好学，习俗相化，因谓之‘塞北江南’”，宁夏此后又有‘塞北江南’的别称（578年）。

### 隋、唐五代时期

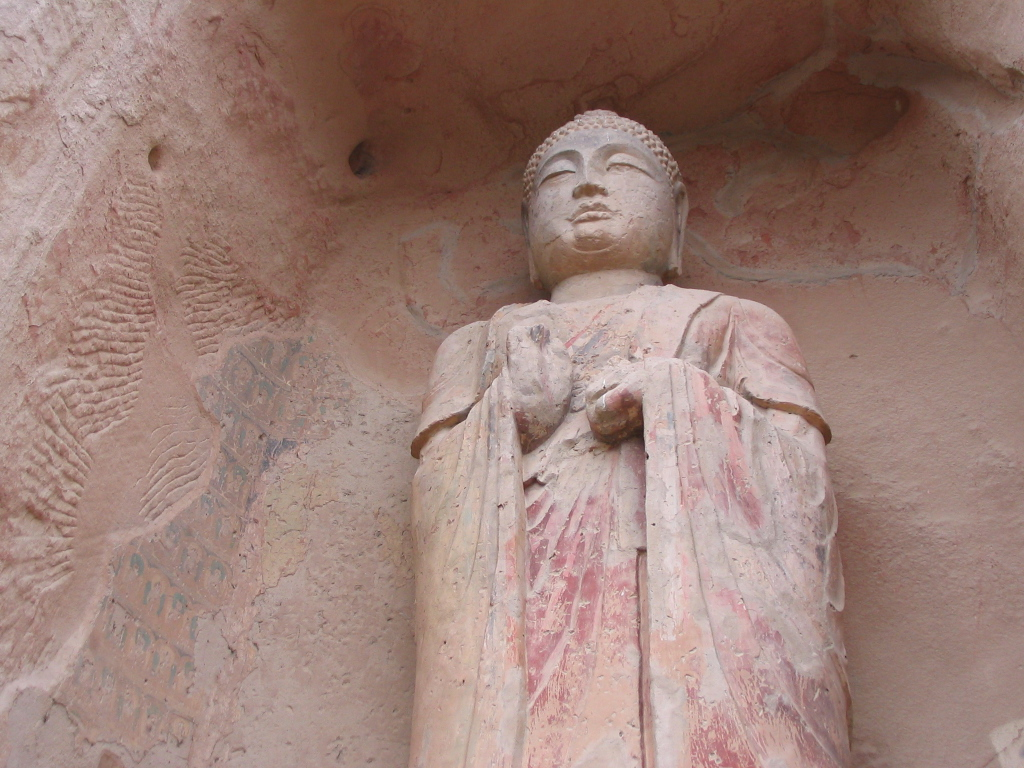
宁夏固原须弥山石窟中的一座菩萨像。须弥山石窟在唐代有大规模开凿

隋文帝开皇元年（581年）改宁夏北部的临河郡为新昌郡。大业三年（607年）改灵州设置灵武郡，将原新昌郡和普乐郡废去，下设回乐县、弘静县、怀远县、灵武县、鸣沙县、丰安县，管理宁夏中部和北部。
隋文帝开皇三年（583年）废平高郡，复设原州（今宁夏固原），下辖平高郡、长城郡，管理宁夏中南部和甘肃东南部。
从581年起，隋文帝、隋炀帝在今陕北和宁夏6次下令修筑长城以防卫突厥，现存隋长城长度的90%处于现宁夏境内。前后动用了128万人，607年在筑长城的过程中10天内就死了近60万人。
611年，隋末民变爆发，隋朝以夏和灵州（今陕北和宁夏）一线为北方边界，而河套（今属内蒙）则被突厥占据。
唐属朔方节度使管辖。经过李道宗、张仁愿、郭元振、王晙、王忠嗣、郭子仪、李光弼等数代朔方节度使的治理，因战乱荒废的宁夏灌溉设施被疏通开浚，新开唐徕渠，使宁夏地区成为唐王朝的重要的军粮供应产地。唐太宗李世民于贞观二十年(646年)巡幸灵州，令建廨舍(即“屯田办事机构”)，开置屯田。武则天天授年间(690～692年)娄师德督理屯田，“（娄师德）往还灵、夏，检验屯田，收率既多，京坻遽积”，因屯田有功，被擢升为宰相。朔方节度使屯田占二百四十七屯，由隶属军队的“军置营田使”、“军置营田副使”和地方“道置屯田使”、“屯田使”管理。朔方军军屯总数约唐朝总军屯数的4分之一，是唐朝最富庶的军镇之一。
武则天万岁通天初年(696年)，建丰安军城（今宁夏中宁石空镇）；唐玄宗先天元年（712年），朔方军大总管郭元振筑定远军城（今宁夏平罗姚伏镇），以防卫敌寇。
朔方军领兵6.4万，南与关中平原接壤，北尽唐帝国之北部边界，负责唐帝国北部、西北部的军事，一度管辖7军府、25州之地和安北都护府、单于都护府，一度是唐朝面积最大的军镇。天宝十四载（755年）十二月，唐朝朔方节度使郭子仪发动郭子仪击叛军之战，是唐朝军队获得的首次大胜利。天宝十五载(756)，唐玄宗入蜀。7月，太子李亨北出萧关，在宁夏灵州登基为唐肃宗，改元至德。朔方军是拥立唐肃宗和平定安史之乱的重要力量，所谓“朔方天下劲兵，灵州用武之处“。至德二载（757年）夏、秋，经唐收复两京之战，朔方军为主力的联军收复唐两京长安、洛阳。
唐后期，将朔方军分割为朔方节度使（即灵盐节度使）、振武军、夏绥（定难军）、凤翔、邠宁、泾原、天德军和鄜坊等8个较小的节度使，称为京西北八镇，引发了五代西北地区的割据。定难军节度使后来成为西夏。
唐晚期，吐蕃蚕食占据宁夏中部、南部，占据原州。

### 北宋、西夏时期

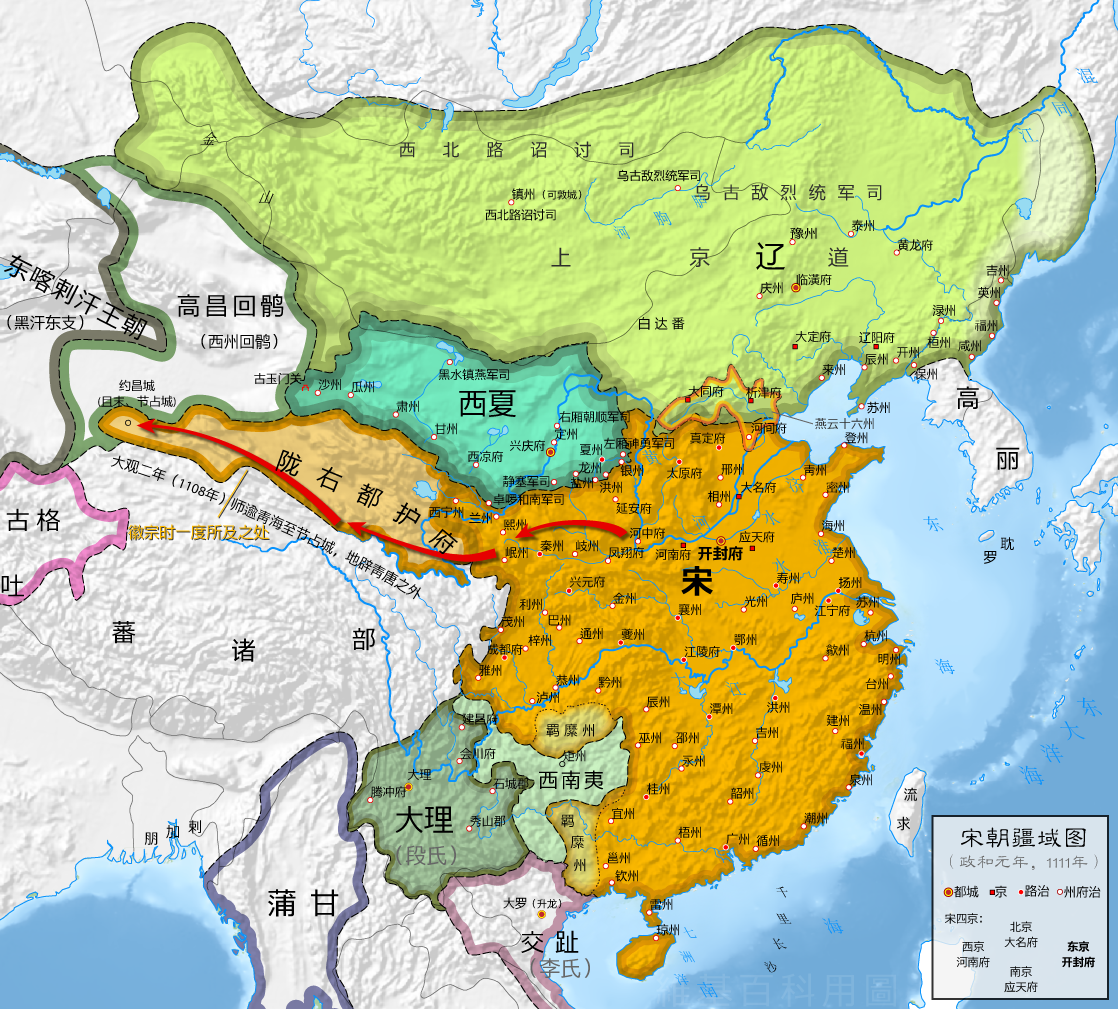
公元1111年，北宋、辽、西夏三国并立疆域图

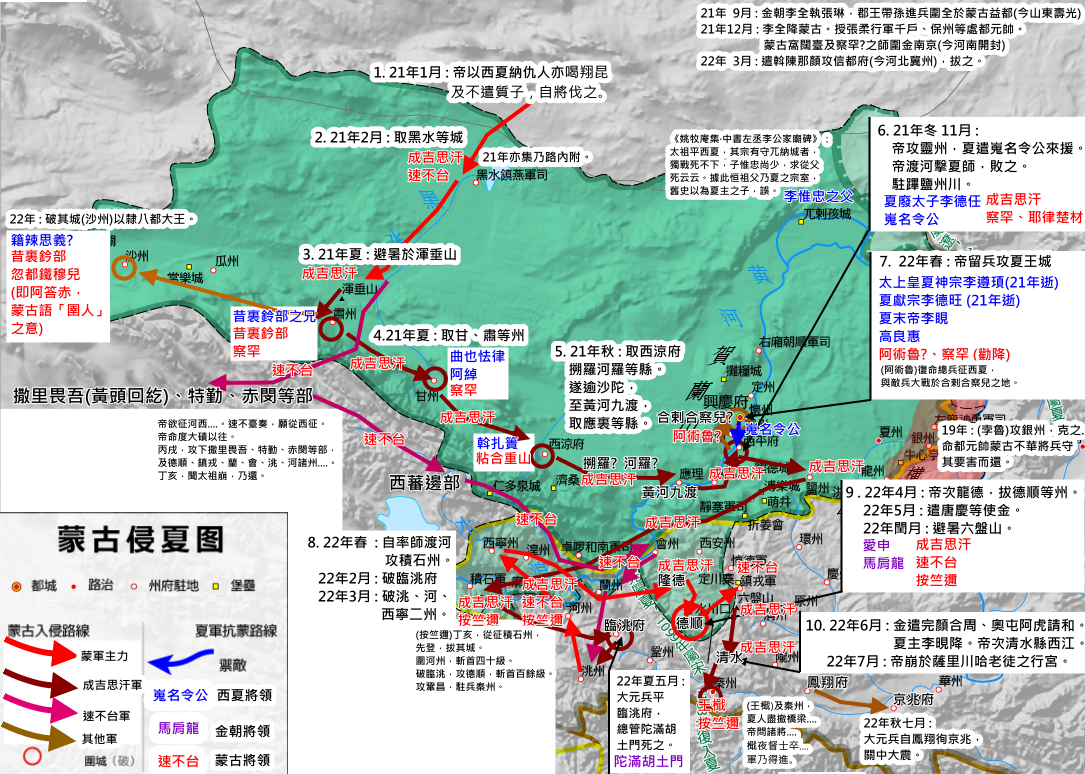
蒙古灭西夏之战示意图

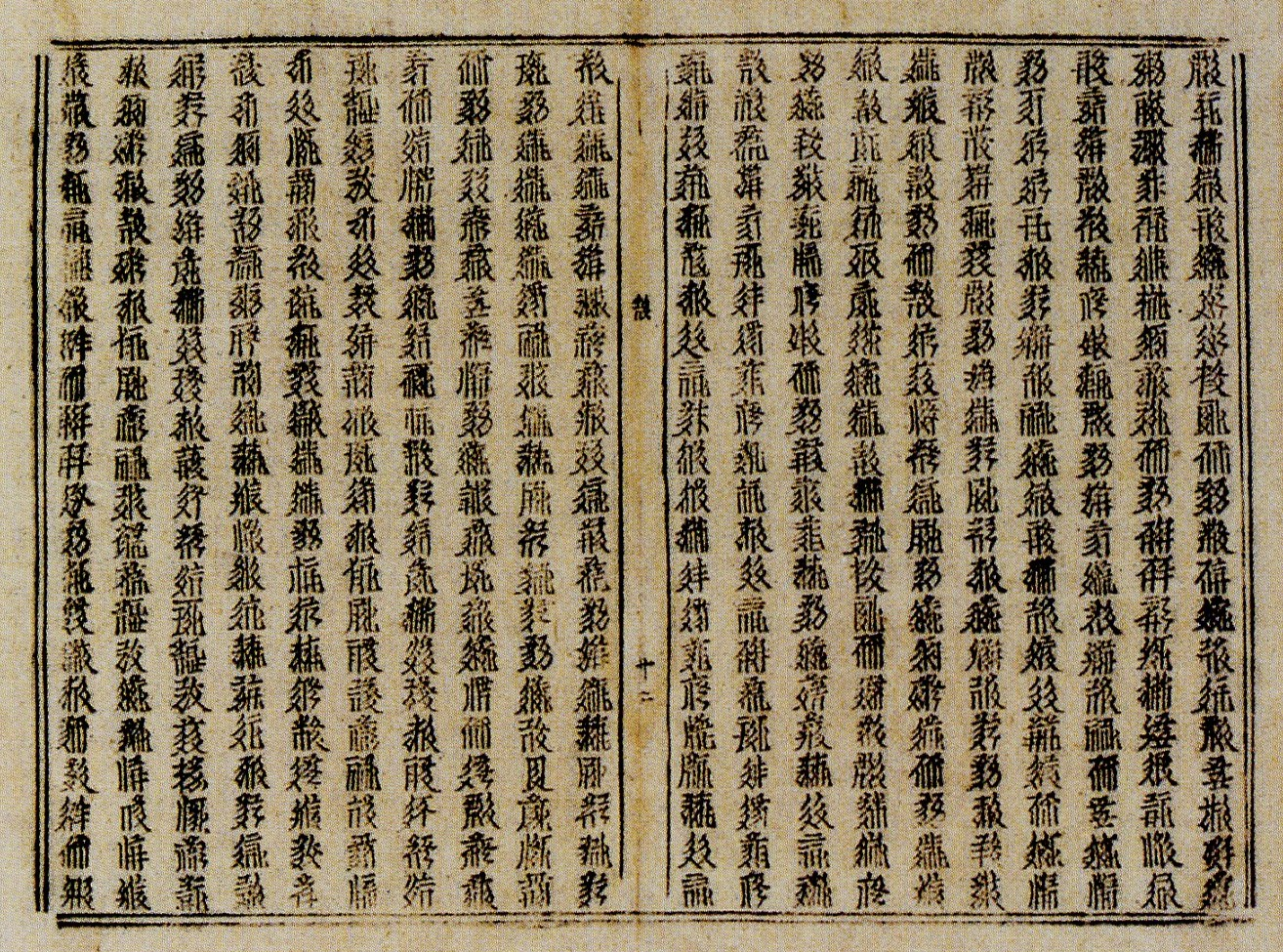
西夏文《吉祥遍至口和本续》，1990年出土于宁夏贺兰山拜寺口方塔。目前世界上发现的最早的木活字印刷品，印刷时间不晚于12世纪下半叶

党项族原居青藏高原东北，为了躲避唐中后期日渐强大的吐蕃，几经辗转迁到陕西北部、内蒙古鄂尔多斯一带。唐僖宗时，党项部首领李思恭被朝廷封为定难军节度使，赐姓李，封“夏国公”。
982年（北宋太平兴国七年），李继捧迫入开封，并向北宋交祖先故地。李继迁率部叛宋。宋真宗咸平初年，李继迁先后攻占怀远（今宁夏银川东）等河西三镇。咸平五年（1002年）3月，李继迁破灵州，改灵州名为西平府。灵州自唐朝便是朔方节度使驻地，处于宁夏平原的腹地，李继迁将党项族统治中心迁至宁夏地区。
李继迁之子李德明，前期采用“依辽附宋”的方略。宋朝封李德明“西平王”，后又封夏国公。岁赐银、绢、钱、茶，并允许在保安军设立榷场。李德明西向进兵，陆续占领河西走廊。天禧四年（1020年），李德明派遣大臣贺承珍营造城阙宫殿，迁都于兴州（今银川）。他对外仍向宋、辽称臣。数年间，西攻吐蕃、回鹘，夺取西凉府、甘州、瓜州、沙州等地。其势力范围扩展至玉门关及整个河西走廊。
公元1038年，党项族首领李元昊，以宁夏为中心，建立大夏国，史称西夏。定都兴庆府（今银川市）。他首先弃李姓，自称嵬名氏，改宋明道年号为显道，并开始使用西夏自己的年号。在其后几年内他建宫殿，立文武班，规定官民服饰，定兵制，立军名，创造西夏文，并颁布秃发令。并派大军战胜吐蕃完全占领河西走廊和河湟谷地。这样，元昊已拥有夏、银、绥、宥、静、灵、会、胜、甘、凉、瓜、沙、肃数州之地，即宁夏北部，甘肃大部，陕西北部、青海东部以及内蒙古西部地区。国土“东尽黄河，西界玉门，南接萧关，北抵大漠”，“方二万余里”，形成了和宋、辽、金政权三足鼎立的局面。
西夏先后在宋夏战争与辽夏战争中获胜，形成三国鼎立的局面。夏毅宗到崇宗时期，大权掌握在梁氏母党手中。西夏因为皇党与母党的对峙而内乱。金朝崛起后，西夏改臣服金朝。西夏天盛年间出现盛世，史称崇仁之治。
1206年，蒙古帝國正式成立，发动第一次对西夏的战争。1207年成吉思汗發動第二次征夏戰，進攻斡羅孩城（今内蒙古乌拉特中后旗西境），但因西夏軍隊的抗擊而以失敗告終。蒙古第三次征夏，夏襄宗向金朝皇帝完颜永济求救，但完颜永济不理之，更以盟國為蒙古所攻擊為為樂而拒絕幫助。襄宗給予蒙古大量賠款及接受蒙古「附蒙伐金」的條件，蒙古才接納其求和。1217年，因為西夏拒絕協助成吉思汗西征花剌子模，成吉思汗发动第四次征夏战。1224年，蒙古的大將孛魯自東西攻擊西夏，攻占銀州。1225年，成吉思汗西征歸來後便立刻入侵西夏沙洲，西夏名将籍辣思义守城，成吉思汗围困沙洲半年没有攻下。1226年冬，西夏大将嵬名令公帶領援軍協助抗敵，两军在黄河冰面和两岸滩涂展开大战，但最後仍然失敗，嵬名令公戰敗身亡其7岁幼子因拒不投降也被屠杀。
1227年（保义二年），末帝李睍出城投降，西夏正式宣告滅亡。蒙古兵大肆破坏西夏王陵，将地面建筑全部毁灭，石碑砸碎，并大规模盗掘了西夏陵。长达22年的蒙古灭西夏之战结束。1227年10月，随蒙古军迁徙的西夏末帝及其随从按照成吉思汗遗命于萨里川被拖雷斩杀。西夏历经十帝，享国一百八十九年。
经历多年战乱，宁夏北部人口大幅下降，约不到20万。

### 元时期
元初在西夏故地置西夏中兴行省（又称宁夏行省，取「夏地安宁」意得省名，始有“宁夏”地名），以西夏故都为中兴府，改宁夏路。
西夏中兴行省管辖范围包括现在的宁夏全境、甘肃中东部、内蒙古河套地区、青海西宁所在的湟水谷地。灵州、鸣沙州、应理州、山丹州（行省直隶）、西宁州（吐番青唐城，至元二十三年，置西宁州等处拘榷课程所）、兀剌海路等地。
元至元元年（1264年），科学家郭守敬与唆脱颜前在宁夏视察河渠水道，负责修复宁夏平原附近因长期战乱而破坏淤塞的渠道。郭守敬提出建滚水坝以减弱水势，在渠道引水处筑堰以提高水位，建渠首进水闸以保证渠道有充足水量，建退水闸以调节流量等技术方案，为水利工程之创新，共修复疏浚兴、灵、应理、鸣沙等四州主干渠12条、支渠68条，使宁夏平原9万余顷土地恢复了灌溉。这次修复的沿河渠道坝闸，设计精细，品質坚固，直到明代中期还在继续使用。
至元二十四年（1287年）将西夏中兴行省并入甘肃行省，于宁夏设宁夏府路，宁夏由此得名，沿用至今。

### 明清时期

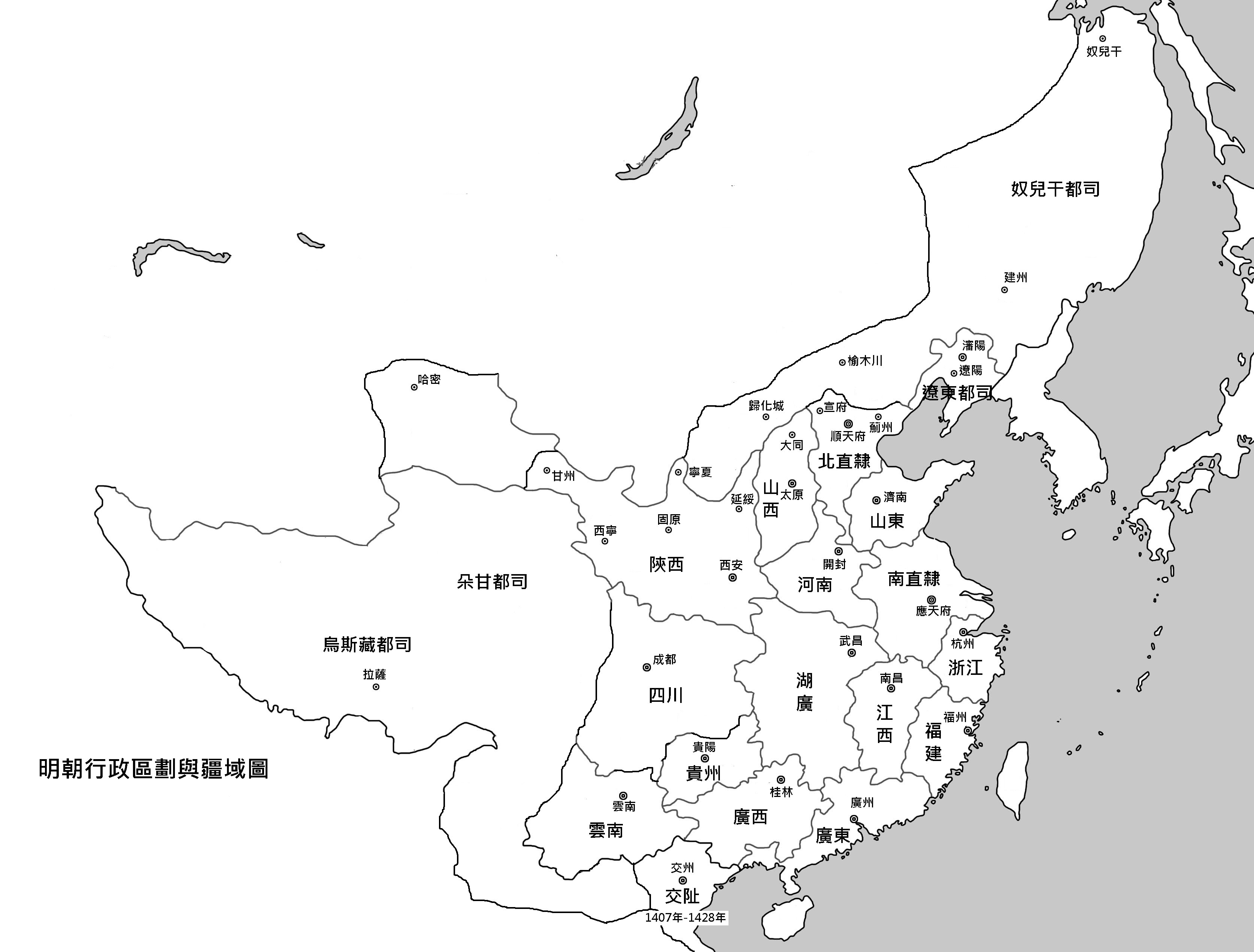
明朝省份圖

#### 明朝
明设宁夏卫，属陕西都指挥使司。宁夏在明朝长城沿线的军事防御系统中十分重要，明朝在宁夏的边防线与如今宁夏回族自治区北部省界重合。宁夏镇和固原镇为九边重镇。
明朝西北部设立延绥、宁夏、甘肃三边，由于战线漫长，无法相互顾及协同作战，于弘治十年设立“总督陕西三边军务”，简称三边总督，“总督陕西、甘肃、延绥、宁夏军务”，节制调度三边的兵马协同作战。嘉靖四年起，三边总督成为定设，初称提督军务。嘉靖七年改为三边总制。十九年避讳“制”字，改为三边总督，在固原开府，防秋时期驻宁夏花马池。

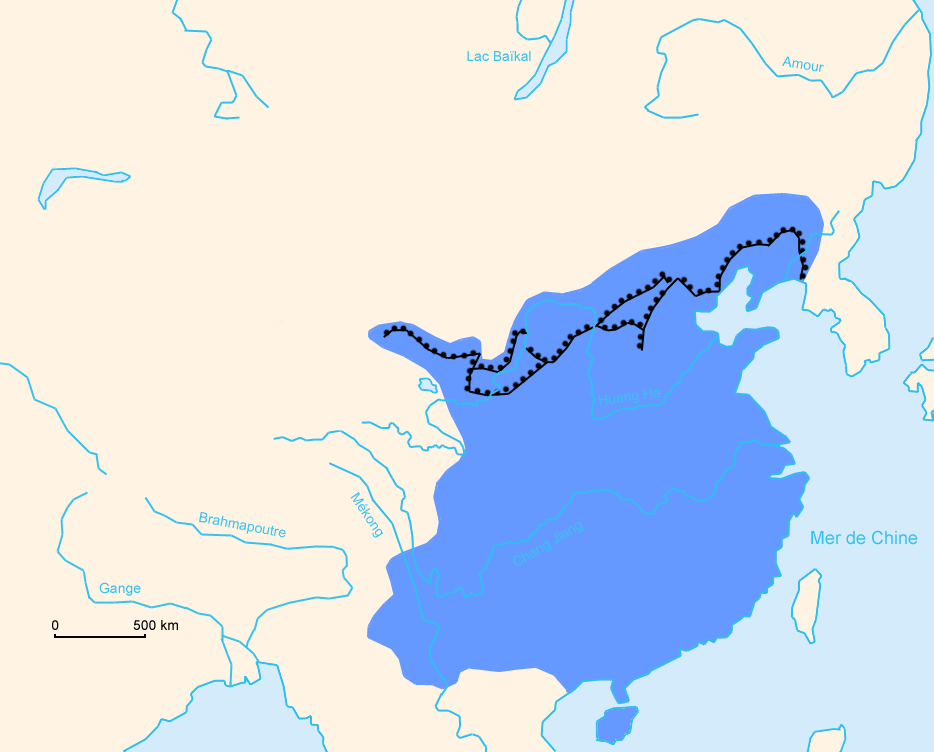
明代长城。宁夏的明长城可分为河东边墙、河西边墙和内边长城三部分

宁夏镇建于建文四年八月，是九边重镇第二个建立的军镇。镇守宁夏总兵官一人，旧设，驻镇城。协守副总兵一人，(亦旧设，同驻镇城。)分守参将四人，(曰东路右参将，曰西路左参将，曰灵州左参将，曰北路平虏城参将。)游击将军三人，入卫游击一人，(万历八年革)守备三人，备御领班二人，(万历九年革，坐营中军官二人，管理镇城都司一人，领班都司二人)(万历九年革)管理水利屯田都司一人 。
固原镇镇守陕西总兵官一人，旧驻会城，后移驻固原。分守副总兵一人，(洮泯副总兵，万历六年改设，驻洮州。)分守参将五人，(曰河州参将，曰兰州参将，曰靖虏参将，曰陕西参将，曰阶文西固参将。)游击将军四人，坐营中军官二人，守备八人。

#### 清朝
宁夏在清朝属甘肃省宁夏府、固原州。固原州驻扎陕西提督。
1674年（康熙十三年），陕西提督王辅臣反叛响应三藩之乱，引发宁夏兵变，被赵良栋平定。随着清朝统一战争的结束，宁夏成为内陆地区，农业生产和人口迅速恢复。
清康熙十五年（公元1676年），清廷从黑龙江派八旗兵驻防宁夏，在宁夏府城临时驻守。清雍正(1723～1735年)之初，满洲八旗骑兵5000人奉命来宁夏府城外东北5里处(今银川兴庆区满春乡)筑城戍守，名为宁夏旧满城。乾隆三年，宁夏发生剧烈地震，旧满城被毁，乾隆四年，清廷在今银川新城重建满城。满营官兵及其家属、工匠共约12000余人，均住满营城中。由宁夏将军一名（从一品）、副都统两名管理。
康熙到雍正三朝，宁夏府水利同知王全臣、兵部侍郎通智、宁夏府知府纽廷彩在银川平原维修的旧渠有6条，卫宁平原维修的旧渠有11条。银川平原新修3条渠道，卫宁平原新修5条渠道。嘉庆十七年，宁夏平原人口达到139.2万。
清朝前中期，宁夏地区习武之风发达，“兵不骄，民不诈，士气彬雅而耻竞讼。重耕牧，尚质朴，信然诺，有古道存焉”，名将频出。大多出身汉族行伍世家，如宁夏府的马世龙家族、赵良栋家族等，自明朝末年起数代为将；青铜峡附近的广武营仅为一座百余户的小型堡寨，出了4位提督。清朝甘肃省出了三名武状元，一名榜眼，四名探花。其中三名武状元张文焕、马会伯、李如柏都出自宁夏，另有三名榜眼及探花。
同治元年（1862年）哲合忍耶教门马化龙举兵于宁夏金积堡（今属宁夏吴忠市西南），杀宁夏道台侯云登、知府吕际韶、知县赵长庚，破坏寺庙平、道观、书院。1863年十月，马化龙攻灵州城（今宁夏灵武），“屠戮二万余人”，灵州知府、县令全部被灭门。1869年九月，馬化龍的回軍在靈州再次屠殺漢民十餘萬人，而漢民的財產及婦女被回軍據為己有，州府衙门、汉族祠堂、书院、佛寺、道观全部被毁。同治十年（1871年），陕甘回乱在宁夏地区被左宗棠、李鸿章、刘锦棠平定。同治陕甘回乱（1862年－1873年）造成了宁夏人口锐减、田地荒芜。

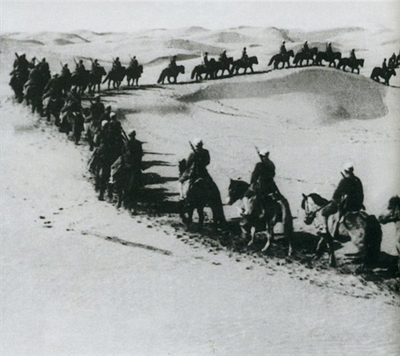
民国时期的马家军骑兵

清朝末年，宁夏固原汉族将领董福祥创立甘军，与袁世凯所部新建陆军、聂士成所部武毅军并称“北洋三军”。参与平定陕甘回变、左宗棠收复新疆、庚子事变等重要事件，深刻影响了西北局势。马家军的各个派系（“甘马”、“青马”、“宁马”三支）都源于董福祥的甘军。

### 民国时期

#### 辛亥宁夏起义
1911年10月10日武昌辛亥革命首义后，10月22日，西安光复。陕西革命军政府民军都督张云山传帖敦促宁夏革命党人和哥老会组织起义，陕西革命军作为策应。11月9日，宁夏县知县陈元骧下令昼夜巡查，搜捕革命党人与哥老会众。11月9日，与此同时陕甘总督长庚、陕西巡抚升允，当即抽调西军帮统马麒所部马步七营，前往宁夏剿办起义军。11月15日晚以巡防续补五营为主力，革命党在银川、灵州、平罗、中卫各地同时起义。11月16日，哥老会在银川暴动，驻宁清军标营千总李敬忠率队镇压，会众溃散。17日，革命党高登云率部攻克灵武城，成为当时甘肃省境内第一个光复革命的县，宁夏起义军军心大振，11月19日夜再次发动起义，兵分7路成功攻克宁夏府城。
11月23日，孙廷寿、吕锡有等人筹组宁夏临时革命政府。随后，宁夏革命军政府在原府城道台衙门前宣告成立，推举原宁夏道台孙廷寿为大元帅（未到任），刘先质为宁夏革命起义军督指挥，刘华堂为副指挥，革命军下设5标（相当于团）及四路防军。同时颁布《新政大纲》和《临时政纲》，以此布告安民，宣传民主革命之意。为巩固胜利果实，宁夏军政府立即照会山西和陕西军政府大都督阎锡山、张凤翔，希冀“嗣后相助，以利军事”。
12月中旬马麒部进抵青铜峡广武营，并于17日攻占广武，夺取青铜峡黄河峡口，19日与满营清军会合，三面包围宁夏府城。清军屡次强攻不克宁夏府城后，策反原清军管带牟宪章等人，城门洞开，遂克银川。随后清军攻克周围堡寨，起义军溃散。12月20日清军直扑灵州，灵州虽城池高大但此时已成孤城，被迫之下起义军议和勿伤百姓，高登云率部撤离灵州，而清军入城后却不守信用，杀害民众3,000多人。
民国元年（1912年）1月，改宁夏府为宁夏道。1912年2月22日，清帝退位，甘肃通电承认共和，马麒向升允提出停战言和要求，西军由宁夏府撤回兰州。
民国元年（1912年）5月，马福祥被北洋政府任命为宁夏镇总兵，其部队被称为“昭武军”。1913年7月，马福祥在黄河上的大船上诱捕了后套地区旺丹尼玛，得到袁世凯赏识，特改任马为宁夏护军使，驻宁夏府，统领宁夏全境，节制蒙古阿拉善旗、乌审旗、鄂托克旗三旗。
民国二年（1913年），改宁夏道名为朔方道，治宁夏府城，领宁夏县、宁朔县、中卫县、平罗县、灵武县、金积县、盐池县、镇戎县共8县。
1920年12月16日，发生海原大地震，为里氏8.5级特大地震，该地震释放的能量相当于11.2个唐山大地震，造成宁夏、甘肃、陕西、山西等地71个县共234117人口死亡。其中，宁夏境内死亡人数共计147,271人。
1921年，马鸿宾任宁夏镇守使。

#### 甘宁分省
1925年3月，甘肃督军陆洪涛瘫痪引发甘肃局势混乱，段祺瑞任命冯玉祥为西北边防督办兼甘肃督办。1925年9月，冯玉祥所部的国民军，从包头出发经宁夏向甘肃进军。国民军入甘，开始酝酿甘宁分省。
民国十七年（1928年）10月17日，民国中央政府决议将宁夏道（即朔方道）旧属八县（即宁夏县、宁朔县、平罗县、中卫县、灵武县、金积县、盐池县和平远县）和宁夏护军使辖地（即阿拉善厄鲁特旗和额济纳土尔扈特旗，今内蒙古阿拉善盟阿拉善旗、额济纳旗）合并建为宁夏省。从甘肅省析置寧夏省，使宁夏成为中華民國大陸時期塞北四省（熱河省、察哈爾省、綏遠省、寧夏省）之一。民国十八年（1929年）1月，将阿拉善东部的磴口划置磴口县。
1929年4月13日，马仲英率部由阿拉善越贺兰山进攻银川，洗劫银川，宁夏省政府主席门致中毫无防备，逃往中卫。随后马仲英北攻平罗、石嘴山，遭驻防的骑兵师苏雨生部顽强抵抗，不能攻破。吉鸿昌奉冯玉祥之命，率33师由凉州抵达中卫，冯玉祥命吉鸿昌3日内收复宁夏。吉鸿昌身先士卒，率军军激战数日，击败了马仲英的骑兵部队，收复宁夏。
为稳定形势，7月24日，冯玉祥委任吉鸿昌为第10军军长兼宁夏省主席。吉鸿昌任宁夏省主席期间整饬了军队和吏治，兴修水利，开办报纸，致力于汉回团结，提出了“开发大西北”的口号。1930年4月，中原大战爆发，吉鸿昌奉命率部离开宁夏，出潼关参战。

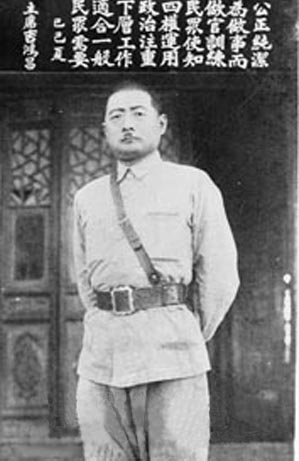
照片上方为吉鸿昌1929年任宁夏省主席期间的题字：“公正纯洁，为做事而做官，训练民众，使知五权运用，政治注重下层，工作适合一般民众需要。”落款为“己巳夏，主席吉鸿昌”

1931年，兰州雷马事变爆发，甘肃省主席马鸿宾被囚，后在各方斡和之下返回宁夏。

#### 马家军统治
1932年8月，蒋介石委任马鸿逵为宁夏省主席。马鸿逵、马鸿宾共同驻扎宁夏，产生矛盾。民国二十二年（1933年）9月，划中卫县东部为中宁县，民国三十年（1941年）4月1日，划宁夏、宁朔两县为永宁县，平罗县北增为惠农县、陶乐县，并将宁夏县改名为贺兰县。
1934年1月，爆发“四马拒孙之役”，马鸿逵、马鸿宾、马步芳和马步青率领的马家军联军瓦解孙殿英率领的第四十一军。1934年3月，孙殿英战败，所属部队大部分被马家军和晋绥军收编。战役导致宁夏当地经济和百姓生活遭到严重毁坏，灾民达45万人。
民国三十三年（1944年）4月，增设银川市。此时宁夏领二旗九县：阿拉善旗、额济纳旗；宁夏县、宁朔县、平罗县、中卫县、灵武县、金积县、盐池县、镇戎县（后改为预旺县、再改为同心县）、磴口县。增设香山、居延、紫湖三个设治局。民国三十六年（1947年），宁夏地方政府置银川市。此后，直到解放前夕，全区共增设达13县，1市、3设治局。
民国三十八年（1949年）9月23日，解放軍攻佔宁夏全境。

### 中華人民共和国时期

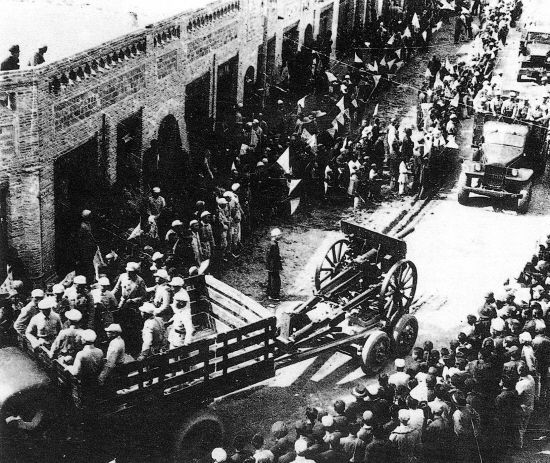
解放軍進入銀川

1952年2月，中央军事委员会主席毛泽东发布主席令，批准中国人民解放军西北军区独立一师转为中国人民解放军农业建设第一师，剿匪以及开垦贺兰山的荒滩。1950年11月，从十九兵团调入政治干部400名，与陕北独立一师二团1,200名官兵汇编，又从宁夏地方保安部队（县中队）吸收了200多名新兵，合编为中国人民解放军西北独立一师，下辖三个团，共计6,007名官兵。

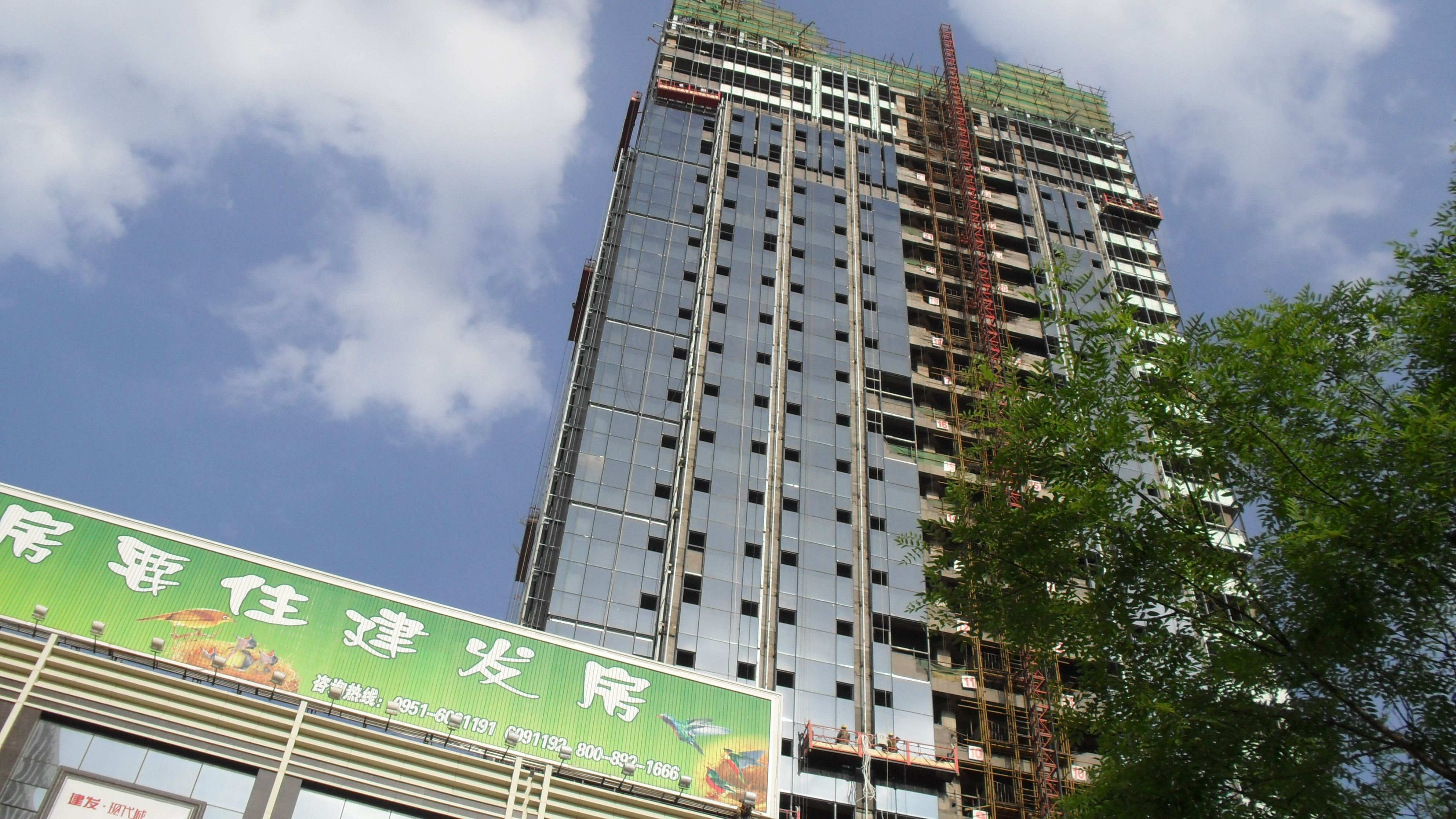
2011年銀川建設中的大樓

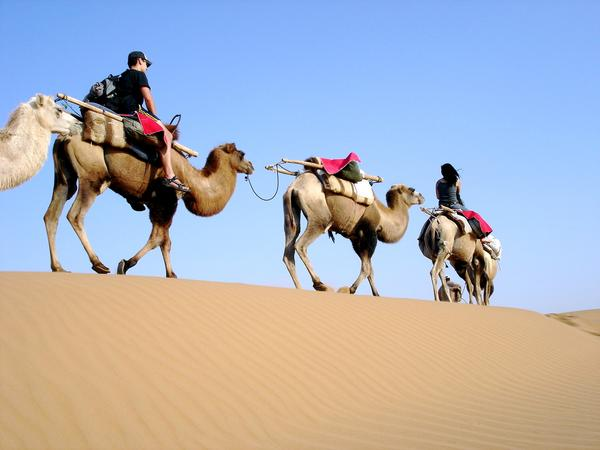
駱駝探險的觀光業

1954年宁夏省撤销，北部的「阿拉善霍硕特特别旗」與「額濟納舊土爾扈特特別旗」（即現在的阿拉善盟）歸入內蒙古自治區，其余部分并入甘肃省，宁夏属县属甘肃省银川专区。
1954年，青铜峡大坝成为中國第一個五年計劃的重點建設項目、也是黃河流域有史以来的第二座水利樞紐工程。1955年11月开始组织勘測設計。1956年8月，毕业于蘇聯動力學院的水利学家萬宗堯擔任水電部青銅峽樞紐工程項目設計總工程師。大坝裝機26萬千瓦，投資2.64億元，裝機8台、27.2萬千瓦，年發電量12.85億度。共有军民两万余人参加劳动。河西唐徠渠、河東的秦渠、漢渠均被攔河大壩截斷。1960年2月24日实现截流。1966年完成三期工程混凝土澆築。1967年12月26日开始发电。

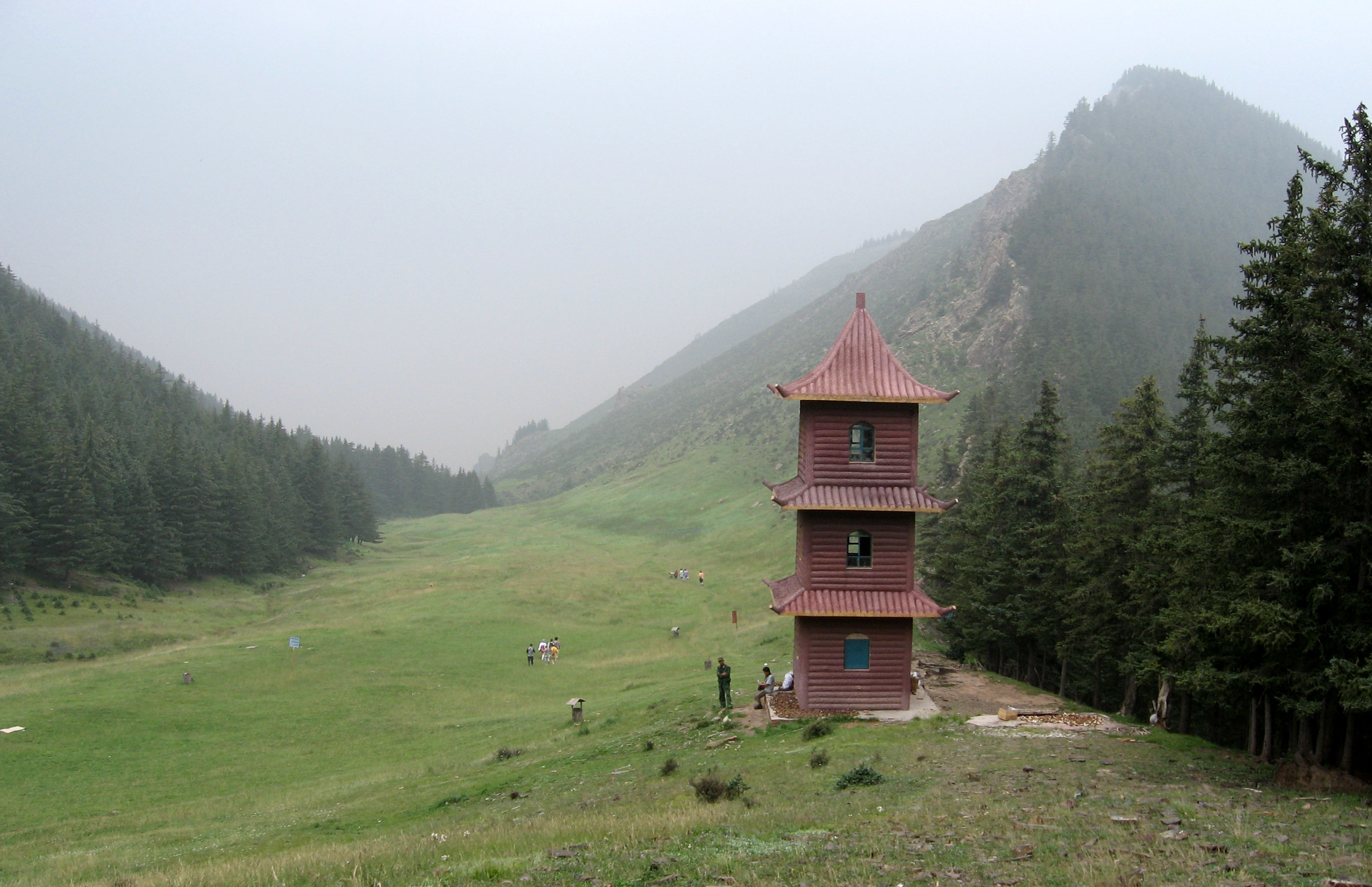
賀蘭山一處觀光瞭望台

1958年10月25日宁夏回族自治区成立，甘肃省银川专区撤销，宁夏各县直属自治区。宁夏为中国的五大省级少数民族自治区之一。少数民族回族信仰伊斯兰教。
1959年，铁道部建成青銅峽黃河鐵橋，是寧夏回族自治區境內第一座黃河大橋，此前两岸渡河仅有浮桥及筏渡。
1961年10月，建立“贺兰山军马场”，隶属于解放军总后勤部军马部，为中国8个军马场之一，为国家提供军马。
1965年起，由于美苏冷战的威胁，中国开始实施三线建设，从1965年初开始，由沿海和内地陆续向宁夏整体搬迁或合并创建了一批大中型工业企业，来自沈阳、石家庄、上海、青岛、北京、大连等地的仪表、机械、轴承、稀有金属、橡胶、拖拉机、机床、试验机等工厂和设备先后在宁夏落地，石嘴山、青铜峡等工业基地优先建设，用于备战。随之迁徙的工程师、工人、技术员等工业移民及其家属也落户宁夏，总计20余万人，形成了石炭井、汝箕沟等小型移民城市。
1965年9月12日，中共中央、国务院以中发(1965)570号文件批复，同意宁夏回族自治区建立农业建设第十三师，采取军垦形式，开垦荒地，建设农场，发展生产。上山下乡期间，先后接收北京知识青年3,806名，其中2,206人分配到一团，1,515人分配到二团，83人分配到三团；天津知识青年1528人，分配到三团；银川知识青年400多人，分配到一团和三团。十三师共有人口17,095名，开垦耕地13.59万亩。
1968年8月28日，水电部黄河青铜峡大坝发生青铜峡事件，该事件中由康生支持的群眾組織「大聯籌」试图夺取大坝控制权，中國人民解放軍186團為守護寧夏青銅峽大壩，双方开枪造成军民死伤234人，是西北地区文革的一次恶性冲突。
1969年爆发中苏边界冲突，中国全面加强中苏、中蒙边界的防御和备战。1969年7月5日，中共中央[1969] 36号文件关于变更内蒙古自治区行政区划的规定，将内蒙古自治区的阿拉善左旗划归宁夏回族自治区。12月，兰州军区会同甘肃省、宁夏回族自治区两方商定，将由内蒙古自治区划归甘肃的阿拉善右旗所属的5个公社（巴彦诺尔公、阿拉腾敖包、乌力吉、笋布尔和塔木素）划属宁夏，由宁夏回族自治区直辖上述地区，并负责四百余公里的国境线的对苏联防御任务，宁夏面积突然增大约12万平方千米，达17万平方千米。
1970年3月10日，经中共中央、国务院批准，原宁夏回族自治区农建笫十三师改编为兰州军区生产建设兵团农建第五师，下辖5个团，加上家属共2万8千余人，主要任务就是"抓革命、促生产、促工作、促战备"。1972年实现全师粮油自给，从1973年开始向国家上缴部分粮食。

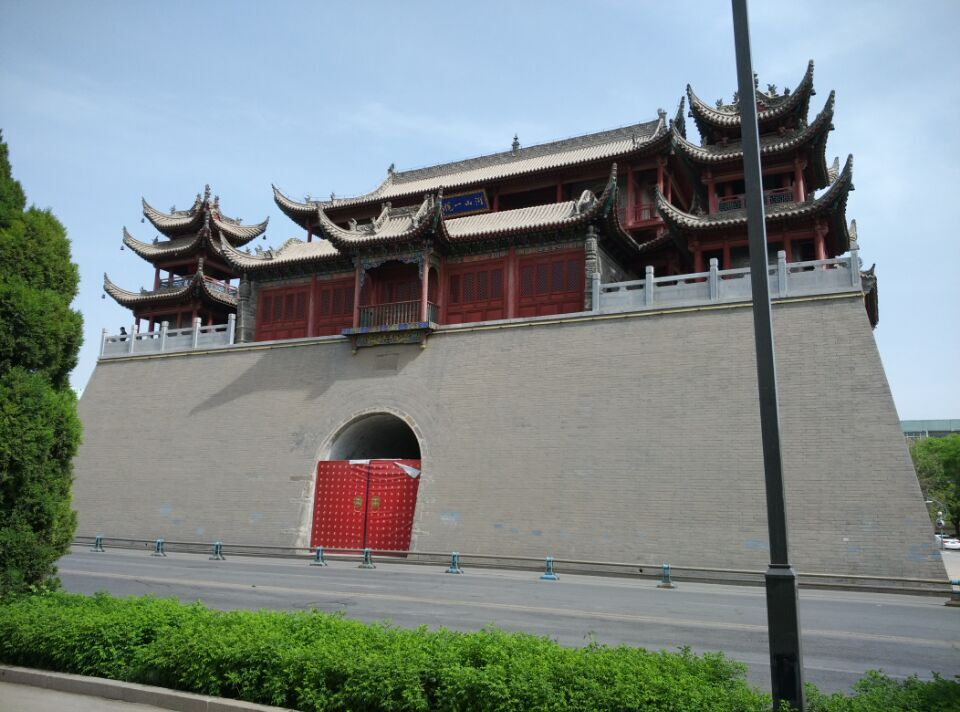
修繕後的玉皇阁

1972年~1975年，宁夏文物工作者正式发掘西夏陵，开始相关考古研究工作。
1974年6月24日，撤销兰州军区生产建设兵团农建第五师并取消部队番号。
1979年7月1日，中共中央、国务院将宁夏回族自治区管辖的阿拉善左旗（连同原属阿拉善右旗的5个公社)从7月1日起划归内蒙古自治区管辖。
1949年至1978年，宁夏经历三次大规模的行政区划划分，其中额济纳旗、阿拉善地區、磴口县先后划归甘肃省、内蒙古自治区，新增由甘肃省划归的固原地区，面积由27万平方公里减少到6.6万平方公里，并失去边境线成为内陆省区。相比1949年中华人民共和国成立前寧夏省的版圖，宁夏回族自治区要小80%的主要原因是内蒙古自治区的区域被扩大了。
2019年12月29日，宁夏第一辆高铁C8201次列车从银川站出发，结束没有高铁的历史。

## 地理

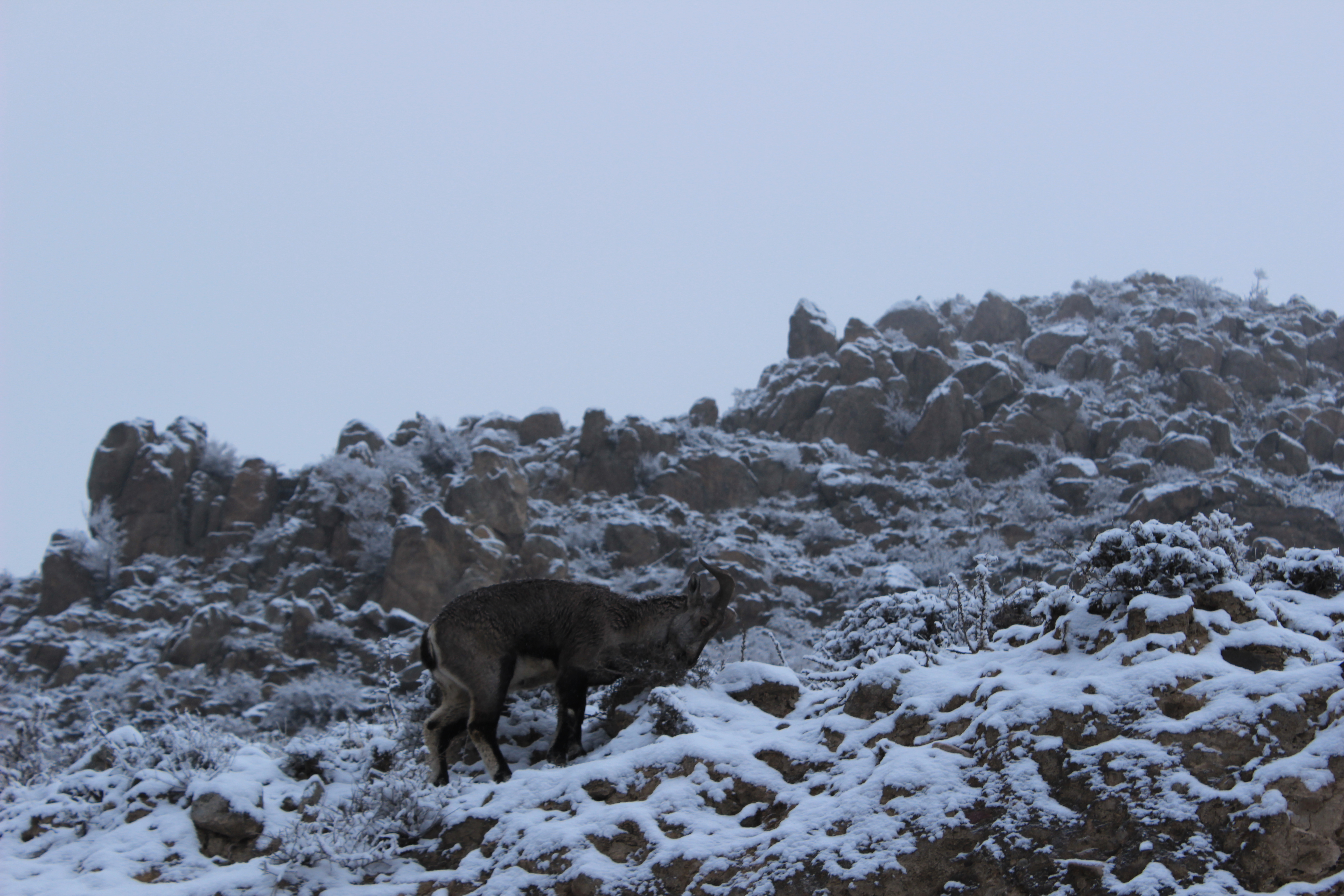
宁夏贺兰山上的国家二级保护动物贺兰山岩羊

宁夏位于东經104°17′至107°40′，北纬35°14′至39°22′，面积6.6万平方公里，山地高原占60%多，最高峰苏峪口北海拔3556米，年均气温5-9度，与陕西省、甘肃省和内蒙古自治区接壤。
宁夏地处中国东部季风区、西北干旱区和青藏高原区三大自然区域的交汇地带，黄河干流自南而北穿行于宁夏中北部。这种特殊的地理位置，导致了宁夏自然环境具有显著的过渡性、复杂性和不均衡性的独特面貌。大体上说，宁夏由南向北地势呈阶梯状下降，气温和蒸发量递增，降水量递减。

### 地形

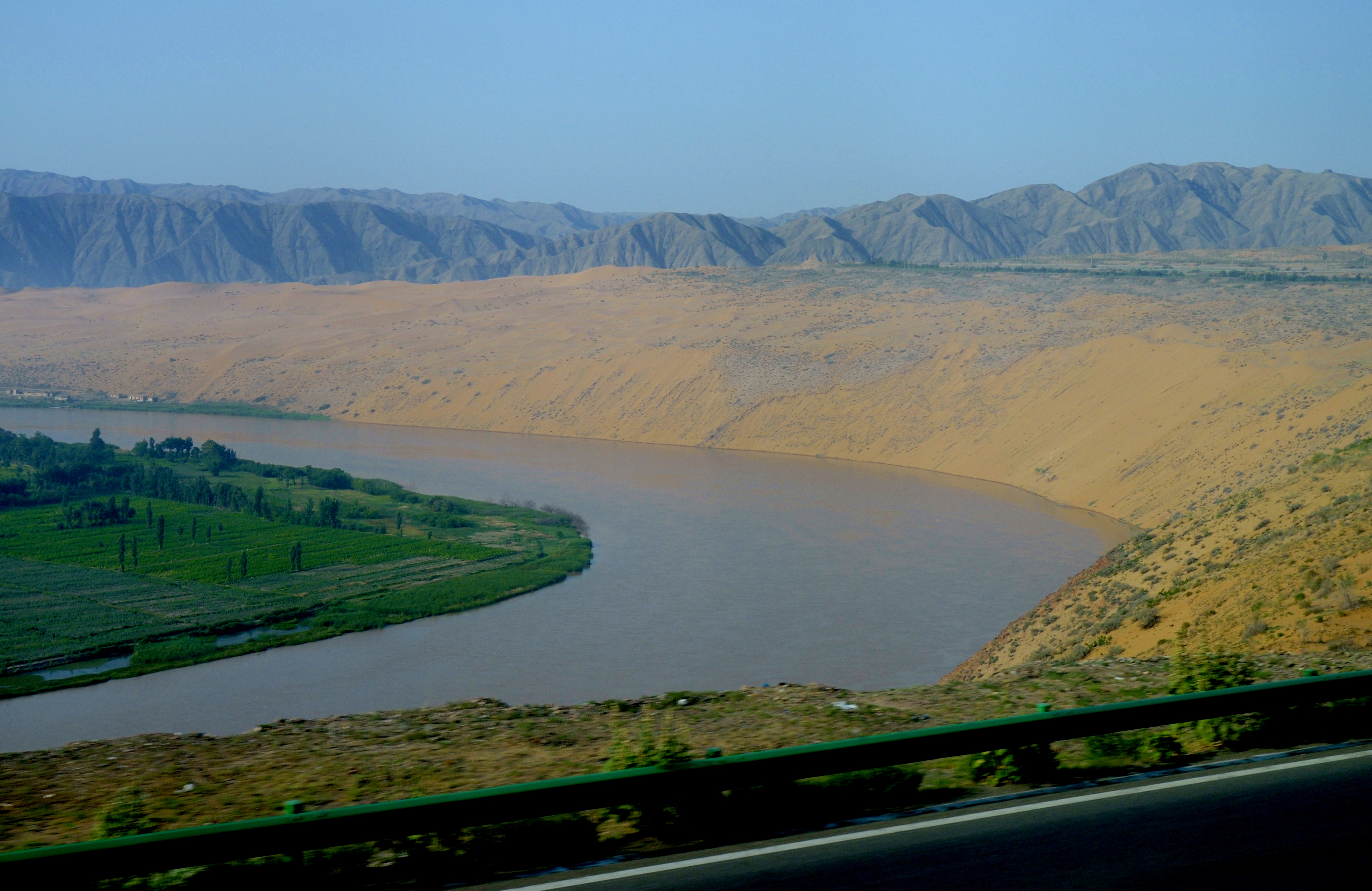
宁夏沙坡头黄河大转弯。富饶的宁夏平原和腾格里沙漠的交界

宁夏地形地形分为三大板块：北部引黄灌区、中部干旱带、南部山区。
宁夏北部引黄灌区位于黄河两岸，又称宁夏川或川区，包括银川平原和卫宁平原两部分，西靠贺兰山。灌溉农业发达，自6世纪起即有“塞北江南”的美称，盛产水稻、小麦、宁夏枸杞、硒砂瓜、葡萄、甘草，也是中国西北最大的水产养殖基地。
中部干旱带干旱少雨，水源缺乏，古称“八百里瀚海”，春秋季常发沙尘暴。畜牧业发达，出产著名的宁夏滩羊和中卫山羊。2002年，宁夏实施草原禁牧封育，生态有明显改善。
南部山区，又称西海固地区，面积3.04万平方公里，占宁夏总面积的58.8％，地处黄土高原丘陵沟壑地带，山高坡陡，水源不足，水土流失严重，1972年被联合国粮食开发署确定为最不适宜人类生存的地区之一。南部山区境内的六盘山古称陇山，是中国重要的地理分界，黄土高原上一个“绿色岛屿”，具有重要的水源涵养功能。六盘山腹地水源充沛，森林覆盖率达80%以上，是渭河与泾河的分水岭，是泾河、清水河、葫芦河等水系的发源地。80年代起进行六盘山退耕还林、封山育林，经过多年退耕还林野猪、金钱豹等野生动物身影再现。

### 山脉
- 贺兰山
- 六盘山
- 青铜峡
- 牛首山（宁夏）
- 罗山
- 黑山峡

### 河流和灌渠

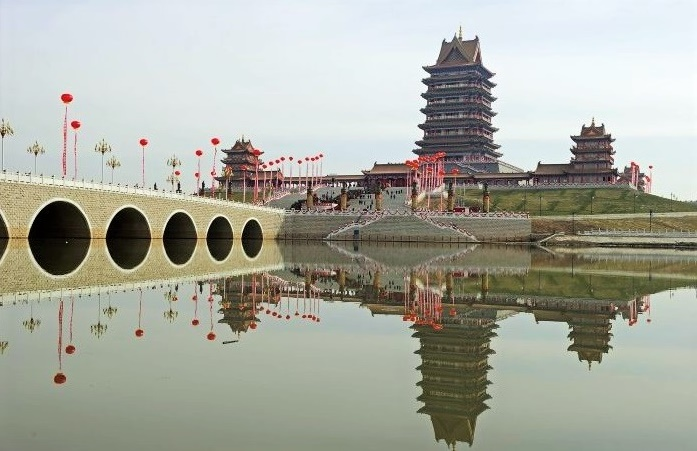
青銅峽市的中華黃河楼

#### 天然河流
- 黄河
- 泾河
- 清水河
- 葫芦河
- 苦水河
- 祖厉河

#### 人工灌渠
- 秦渠，相传开凿于秦朝。至少从北魏即有记录，古称“北地东渠”、“七级渠”。
- 汉渠，相传开凿于汉朝。北魏《水经注》引《地理志》：“河水别出为河沟，东至富平，北入河。”
- 汉延渠，东汉顺帝永建四年（公元129年），由郭璜主持穿凿。
- 唐徕渠，在西汉光禄渠基础上唐代武则天年间继续开凿，全长322公里。灌田90万亩，面积居宁夏平原14条大渠之首。
- 昊王渠，西夏李元昊开凿，元代郭守敬重修。
- 美利渠，明嘉靖四十一年(1562年)，宁夏巡抚毛鹏令中卫文武官兵，带本卫丁夫三千人开凿新口，连接旧渠道，建进退水闸各一座[46]。
- 大清渠，清康熙四十八年（1709年）大理寺卿、兵部侍郎通智主持开凿。在今宁夏汉、唐二渠之间。
- 惠农渠，清雍正四年（1726年）凿渠引水，北流三百里，下入西河（今石嘴山惠农区西河桥处）。雍正七年（1729年）工成，共溉田二万余顷。乾隆五年（1740年），又引渠至平罗县市口堡入黄河，与西河别流。计长一百三十余里，溉田四千五百余顷。
- 民生渠，民国23年（1934年），马鸿逵主持开凿。渠长75公里，灌溉面积20万亩。原名云亭渠取自宁夏省主席马鸿逵父亲马福祥的字，1949年改为民生渠。

### 气候
宁夏地处黄河水系，地势南高北低，呈阶梯状下降，全区属温带大陆性干旱、半干旱气候。北部引黄灌区日照充足，蒸发强烈，昼夜温差大，全年日照达3000小时，无霜期150天左右，是中国日照和太阳辐射最充足的地区之一。

### 四至
| 方位 | 地点                   | 坐标                                            |
| ---- | ---------------------- | ----------------------------------------------- |
| 北   | 石嘴山市惠农区河滨街道 | 39°22′54″N 106°44′49″E / 39.38170°N 106.74690°E |
| 东   | 吴忠市盐池县盐州路街道 | 37°50′35″N 107°39′09″E / 37.84300°N 107.65250°E |
| 南   | 固原市泾源县新民乡     | 35°14′20″N 106°21′33″E / 35.23880°N 106.35920°E |
| 西   | 中卫市沙坡头区干塘镇   | 37°25′17″N 104°17′03″E / 37.42130°N 104.28420°E |

## 人口
2022年末全区常住人口728万人，比上年末增加3万人。 其中城镇常住人口483万人，占常住人口比重（常住人口城镇化率）为66.34%，比上年末提高0.3个百分点。
| 民族名称                | 汉族      | 回族      | 满族   | 苗族   | 蒙古族 | 土家族 | 布依族 | 壮族  | 藏族  | 彝族  | 其他民族 |
| ----------------------- | --------- | --------- | ------ | ------ | ------ | ------ | ------ | ----- | ----- | ----- | -------- |
| 人口数                  | 4,612,964 | 2,523,581 | 28,016 | 11,090 | 9,499  | 3,215  | 2,480  | 1,583 | 1,481 | 1,411 | 7,334    |
| 占总人口比例（%）       | 64.05     | 35.04     | 0.39   | 0.15   | 0.13   | 0.04   | 0.03   | 0.02  | 0.02  | 0.02  | 0.10     |
| 占少数民族人口比例（%） | －        | 97.45     | 1.08   | 0.43   | 0.37   | 0.12   | 0.10   | 0.06  | 0.06  | 0.05  | 0.28     |

宁夏 2018 年常驻人口为 6,881,123 人，总户数为 2,219,867 户。其中，2018 年城镇人口为 4,051,605 人，城镇人口比例为 58.88%。在 2018 年，宁夏汉族人口为 4308198人，比重为62.61%。最大的少数民族为回族，2018 年有 2,514,913人，占人口的 36.55%。其他少数民族在 2018 年占自治区人口的 0.84%。

### 民族

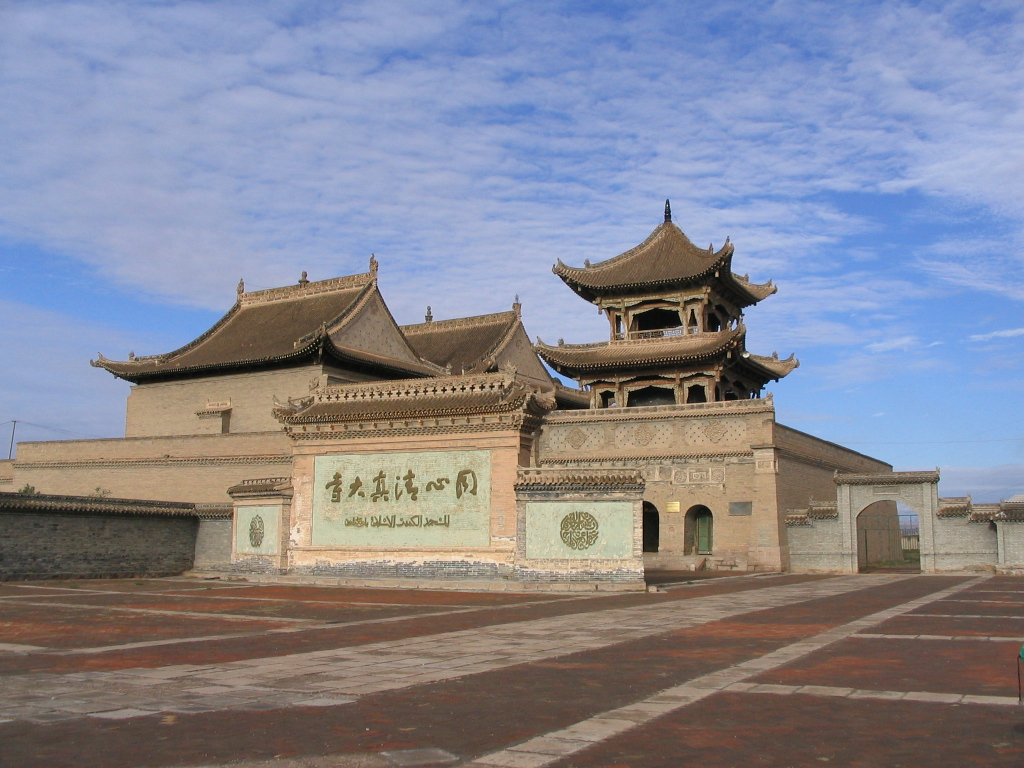
同心清真大寺

#### 汉族
宁夏的现在的主体民族是汉族，目前约占宁夏总人口的2/3。
2017年发现的彭阳姚河塬遗址显示，在西周时期，华夏民族已经在宁夏设置封国。秦惠文王十一年(西元前327年)滅烏氏戎後,設烏氏縣(今宁夏固原市南)，并在宁夏中南部修筑秦长城。秦始皇三十二年（前215年），秦帝国发动秦蒙恬攻匈奴之战，大将蒙恬带领30万大军在阴山、贺兰山一线击败了匈奴，攻占今宁夏平原，号“新秦中”，蒙恬带领士兵在宁夏驻军屯田，增修长城，秦始皇多次迁徙关东人口共数万户于宁夏。
汉武帝元狩三年（前120年），迁山东70万户于宁夏，安置地后的衣、食和住房，全部取之国库，并供应农具、种子，以扶持移民进行农业开发和牧马。。三国魏正始元年(240年)，匈奴休屠部内附魏国，安置于西川县（今宁夏盐池大罗山）。
北魏太和初年迁山东历下之民2万户于浑怀障（今银川东北）。北魏太平真君五年(444年)，大将刁雍在富平(今吴忠市西南)西南艾山（今青铜峡）开艾山渠，共灌田4万余顷，开渠后3年即可向今内蒙古五原每年运送军粮60万斛。建德三年(574年)，迁二万户于怀远郡（今银川）。宣政元年(578年)三月，北周大将王轨攻打江南的陈国，俘斩三万余人。北周将三万人安置到灵州境内。这些士兵原籍都在长江流域，“崇礼尚学”。江东士兵带来江南风俗，宁夏从此又号“塞北江南”。唐朝将“昭武九姓”安置在宁夏的“六胡州”。
西夏时期，宁夏主要人口为汉族、党项族和吐蕃。党项族地位较高。西夏末（公元1227年），成吉思汗亡于宁夏六盘山，蒙古对宁夏地区人口实施了惨烈的屠杀，西夏遗民流亡他处。1268年(至元五年)，元世祖忽必烈下诏令西夏时外逃的避难者归还本籍，并设西夏惠民局、西夏营田司、西夏中兴等处新附军万户府等机构收容安置，从湖北等地迁来万余移民到宁夏，宁夏的党项族逐渐融入汉族之中。
明朝初年的洪武大移民，将部分江南吴、楚地区的人口迁往九边宁夏镇和固原镇。清朝，移民屯垦造成人口的大量增加，雍正三年，在宁夏府西建八旗驻防城（满城），驻扎满族士兵近万人。清代嘉庆十七年，宁夏北部人口达139.2万余，是1960年代之前的宁夏人口高峰。

#### 回族
首要少数民族是回族：约占宁夏总人口的1/3，同时占全国回族人口的1/5。回族通用汉语，不同地区持不同方言。目前回族人口主要分布在固原和吴忠市，占宁夏回族人口的83.2％。寧夏回族的一部分是元朝跟随蒙古的色目人的后裔，元朝蒙古人安西王（安西王府遗址在今宁夏固原原州区开城村）阿难答的推行下，他的十余万蒙古部下大部分皈依伊斯兰教，并使之流传于西北地区。
元亡后留居内地的蒙古人“土达”也有相当部分被回回人伊斯兰化。这些明代以来的西域回回人和其它非汉群体逐步汉化和伊斯兰化，成为了今天回族的主要先民。清代中后期，当地其他民族如汉族也存在改信伊斯兰教的情形，但没有明确历史记载存在规模化的非穆斯林皈依现象。汉人（非穆斯林）等族群融入回回人群主要通过通婚及收养等方式。“回回”定居宁夏的历史约有600多年。在民国时期，居住在中國內地包括宁夏的穆斯林群體則被中華民國政府稱之為內地回民、內地回教同胞、內地生活習慣特殊之國民等，并未划为独立民族。至中華人民共和國建立之後，回族被確立為一種民族。
1940年，宁夏北部回族人口447848人，占总人口的20.9%。1947年宁夏南部回族人口155896人，占总人口44.5%。2010年全国人口普查数据显示，全区拥有回族人口186.25万，占全国回族总人口的18.9％。
第五次全國人口普查结果：2000年11月1日，总人口548.64万人，性别比（以女性为100）105.26。其中，汉族359.06万人，占总人口比重为65.45%；回族186.24002万人，占总人口比总为33.95%。（源自《宁夏统计年鉴-2008》）截止到2017年末，宁夏回族自治区的总人口为682万人。
由于中國官方對漢族的計劃生育政策，占人口大多數的漢族的生育率小幅下降。但因为中國少数民族在生育等政策上的優惠，中国的回族人口的增长速度几乎等同于全國平均增长速度，致使其在总人口中的比重少许增大。宁夏回族自治区1997年与1949年比较，回族人口增长3.9倍，同期汉族人口增长为3.7倍。回族人口在总人口中的比重由约32％上升到约34％；其他少数民族人口增长25倍，在总人口中的比重由0.08％上升到0.49％

### 宗教
寧夏宗教（2010）
宁夏历史上民族众多，丝绸之路贸易发达，宗教极为繁盛。佛教、伊斯兰教、道教、儒教、景教、祆教和基督教等宗教先后在宁夏地区流行。

#### 佛教
宁夏漢族主要信仰佛教、道教、儒教和中國民間宗教，佛教通过丝绸之路传到宁夏。魏晋南北朝时期建造的海宝塔及其寺院表明早在魏晋时期宁夏就有一定规模的佛教寺院。
须弥山石窟开凿于北魏孝文帝时期，须弥山大佛建造于唐朝武则天时期，为唐代建造的规模最大的大佛。唐代宁夏佛教繁盛，多位高僧在灵州传教，新罗王子无漏在贺兰山百草谷修行密宗在唐代传至宁夏，密宗不空法师在灵州为唐肃宗讲授秘密法。不空法师弟子“六哲”之一的元皎就是灵武人。
西夏时期，佛教成为西夏国教，举国崇佛，仅兴庆府建有十多座寺院，西夏皇族在承天寺塔地宫藏有金棺银椁佛骨舍利。西夏的佛教印刷业发达，贺兰山佛祖院拥有八十余部大藏经全套西夏文雕版，1991年在拜寺口方塔遗址发现的《吉祥遍至口和本续》是世界现存最早的木刻活字印刷品，印刷于西夏后期。
明到清前期，前朝遗迹得以重修，净土宗、临济宗、禅宗（牛首山寺）和密宗均有发展。
1941年，释心道法师（1905-1968）任银川西塔承天寺方丈，开坛讲经，为一时之盛。
文化大革命期间，佛教发展停滞，宁夏佛教重要寺院银川承天寺被自治区文化部门强行占据，僧侣遭到驱逐，以供应寺院地毯为生的宁夏手工地毯织造业也因此逐渐消亡，地方佛教界人士多方呼吁，但地方文化部门至今不归还。

#### 儒教
西夏儒教也十分发达，在夏仁宗统治期间曾发布诏令，在各州府建立孔庙祭祀孔子。夏仁宗尊孔子为“文宣帝”。西夏中后期开设科举,有童子科、进士科。宗室子亦可应举,夏神宗遵顼早年即由科举出身,且是廷试第一。西夏不仅从宋朝引进、购买儒家经典，而且还用西夏文翻译儒家的主要经典《论语》、《孟子》、《孝经》、《尔雅》等，并依据汉文典籍编译而成《经史杂抄》、《新集慈孝传》、《德行集》，甚至西夏人自己编纂了《圣立立海》、《新集锦成对谚语》等著作。随着儒学教育的发展，儒家的政治理念、道德观念被编入字典。譬如骨勒茂才编于西夏后期《番汉合时掌中珠》这样记载：阴阳和合，仁义忠信，五常六艺，孝顺父母，六亲和合，学习圣典，立身行道，世间扬名，行行禀德，国人敬爱，万人取则，恤治民庶。君子有礼，小人失道。
明清时期，银川设立有文庙和朔方书院，朔方书院为科举考试之处，文庙供奉孔、孟、颜、曾及孔门弟子牌位，文廟每年農曆九月二十八日孔聖人誕辰,為祭孔之日。中卫高庙和灵武高庙都供奉有孔子塑像。1943年，马鸿逵聘请张鸿鼎、杨叔坚、李干丞和范振绪四位翰林来银川编修方志，设立宁夏儒学会，面向全市学生教授四书五经、书画篆刻、易经卜辞和编写秦腔剧本。

#### 伊斯兰教

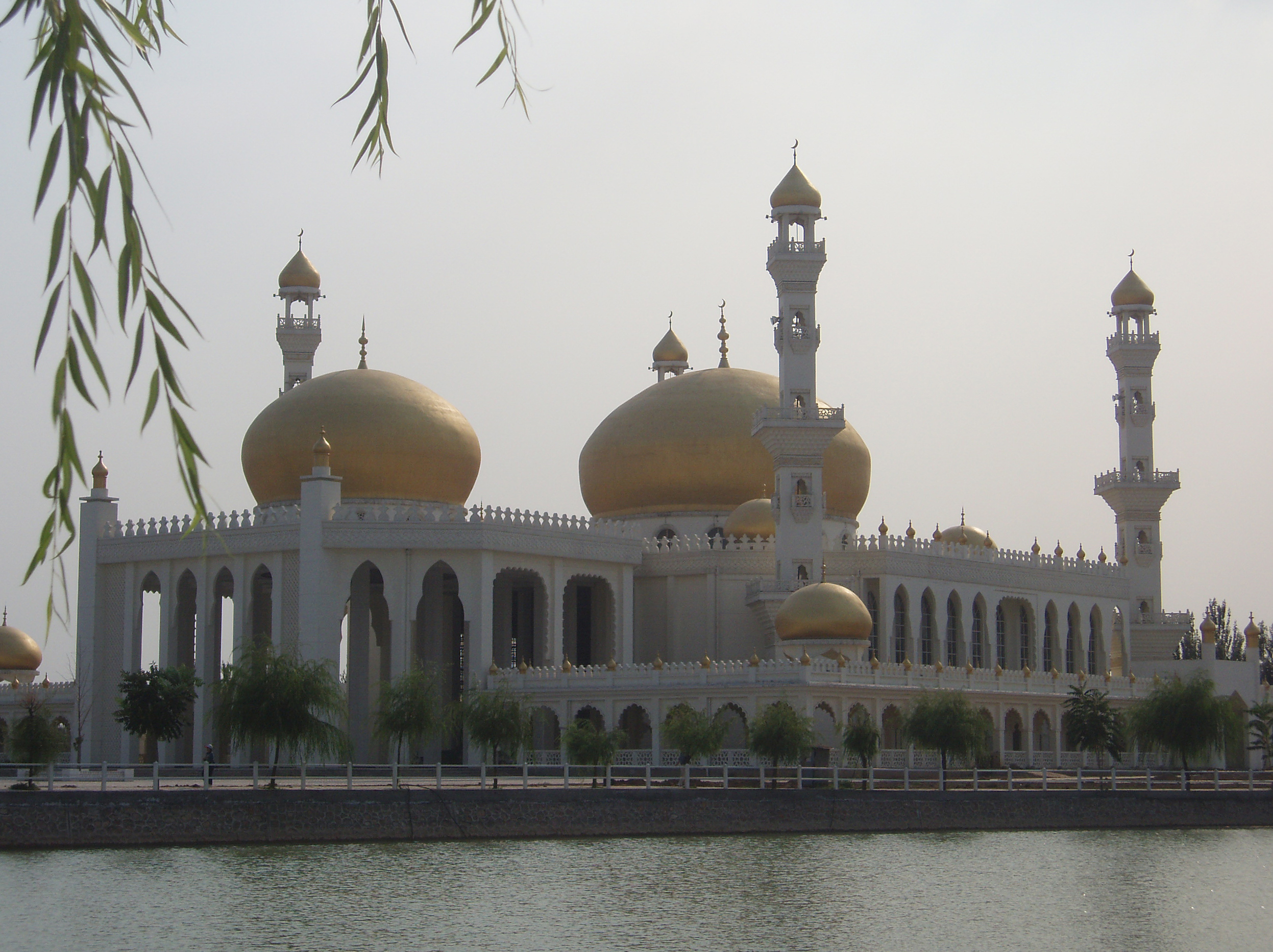
銀川永宁中华回乡文化园的清真寺

寧夏回族主要信仰伊斯蘭教，伊斯蘭教在宁夏约有600年历史。目前的主要流派是带有神秘主义倾向的苏菲主义门宦，门宦的组织特点是对教主（“穆勒什德”）的绝对服从和个人崇拜。
清朝前期（十八世纪中期），马来迟、马明心等人从阿拉伯朝觐求学带回门宦学说并流传于西北，并逐渐发展壮大。清朝西北地区的门宦是一种有原教旨主义倾向的宗教组织形式，门宦内部实行政教合一的制度，相对于明朝的回族已经汉化的以儒传经思想更为激进，对教民控制力和剥削程度都很强。清朝前期和中期，清朝皇帝对伊斯兰教持宽容态度，雍正帝认为：“回民之在中国，……即皆为国家赤子也。朕临御天下，一视同仁，岂忍令回民独处德化之外”。
宁夏的苏非主义派别中的哲合忍耶、嘎德忍耶、虎夫耶、库布忍耶为主流，被称为“四大门宦”。也有其他影响较小的门宦，如九彩坪门宦。激进派别和保守派别（被称为“底格目”）中历史上常有冲突。影响最大的是哲合忍耶和虎夫耶。哲合忍耶、嘎德忍耶、虎夫耶在历史上常有冲突，库布忍耶是相对温和的教派，提倡躬耕自足。
宁夏较大的清真寺被称为“海义”（罕以）寺，下辖数座到十多座清真寺（“梢麻”）。各个门宦设置有互相独立的道堂，作为本门宦阿訇的进修之所，如板桥道堂、鸿乐府道堂。清朝同治陕甘回变，在哲合忍耶第五代教长马化龙的带领下，回族军队对宁夏府（今银川）、吴忠堡（今吴忠）、灵州（今灵武）的汉族官员和民众进行了多次屠杀，如1869年9月的灵州屠城，馬化龍的回軍在靈州再次屠殺漢民十餘萬人，而漢民的財產及婦女被回軍據為己有，州府衙门、汉族祠堂、书院、佛寺、道观全部被毁。
民国时期，回族出现一批宗教改革者，倡导宗教现代化和学习汉语，提出中阿并举的治学方针，如宁夏省主席马鸿逵和回族学者虎嵩山，可惜未能持续下去。文化大革命期间，宁夏很多的清真寺被拆除或移作他用。1980年代起，大部分清真寺陆续重建，但不少重建的清真寺没有按照原样重建，与原来的中国建筑风格没什么关系，如清华大学建筑系毕业的回族建筑师姚复兴设计建造的银川南关清真寺。这种建筑风格和类型的突变引发了当地汉回民族争议和冲突事件，如2012年和2018年的韦州清真寺警民冲突事件。
根據2010年的調查，寧夏穆斯林占該省人口的34％ 。

#### 基督宗教
约元朝初年，基督宗教由西征返回的蒙古士兵带到宁夏。13世纪，意大利旅行家马可·波罗在他的游记中有记载宁夏银川有3个基督教聂斯托利派教堂。13世纪的元朝旅行家拉班·扫马和马古斯前往耶路撒冷的途中途经宁夏银川，受到了城内基督徒的热烈欢迎并接受了城内基督徒的礼物，这一事迹记录在波斯文写本《拉班·扫马和马克西行记》之中。
1864年，由罗马教廷批准，把中国长城以北的内蒙古地区划为“圣母圣心会”的传教区域。其范围包括当时的热河省、察哈尔省、绥远省和宁夏、陕北等地。1877年1月6日晚，中国内地会（China Inland Mission）传教士义世敦（G. F. Eston）和巴道格（George Parker）到达宁夏隆德县，这是基督教首次进入宁夏传教，于1885年建立银川传教站。巴道格于1883年在宁夏巡回布道。1887年，巴道格、T.Hutton、J.H.Sturman和何洛宾在银川建立鸦片戒毒所，以吸引信众。1889年，第一批宁夏基督徒受洗，共4名。1895年，宣道会进入宁夏传教，在宁夏建立中卫、平罗、银川3个传教站，在阿拉善左旗王爷府建立一个传教站，向蒙古人传教。
1901年，平罗下营子天主教会为获得土地作为教产，勒令因躲避1892年和1900年后套地区旱灾而移民平罗的农民放弃土地回到原籍（今内蒙古包头、九原、乌海等地），引发了教民与非教民之间的矛盾。1901年11月13日(1901年12月23日)夜，宁夏平罗县下营子多名天主教外国传教士被义和团民龙占海等人屠杀，下营子教堂被焚的事件，被称为“下营子教案”，朝野震惊。法国驻华公使要求清朝总理衙门严惩凶手，清廷将前任平罗知县王树槐、现任平罗知县李含菁、平罗营参将易庆安革职，并赔偿下营子教堂4.2万两白银。龙占海于1902年3月被斩首。
1985年，银川只有一处基督教活动点，教徒235人。2000年，建立西夏区基督教堂， 这是银川市文化大革命后重建的第一个正规教堂。
2004年中國綜合社會調查，寧夏基督徒占总人口的1.17％。

#### 祆教、景教
宁夏历史上还有众多的祆教和基督教聂斯托利派教徒。
北朝时期，祆教由粟特商人和昭武九姓通过丝绸之路传来，粟特人与灵州、固原的本地汉人通婚。
在隋唐时期，宁夏粟特后裔兴盛，不少为望族并担任高官，如原州左二监监牧使兼鸿胪寺直中书省翻译朝会史诃耽是史国国王后裔，平凉郡都尉骠骑将军史索岩的妻子安娘是安息王室后裔。
固原北朝隋唐墓地的粟特史氏家族墓葬群显示粟特后裔虽然保留了一定的祆教传统，但同时也受到其他宗教的影响，而且服饰已完全汉化，出土壁画中已经有汉人形像。
在唐朝至元朝，宁夏有着活跃的聂斯托利派信仰。在著名的大秦景教流行中国碑中记载了唐肃宗在宁夏灵州重新修建景教寺院的事迹。

## 行政区划
宁夏回族自治区现辖5个地级市，下设9个市辖区、2个县级市、11个县；243个乡级行政区，包括103镇，90乡，50街道。
- 地级市：银川市、石嘴山市、吴忠市、固原市、中卫市

| 宁夏回族自治区行政区划图             | 区划代码   | 区划名称       | 汉语拼音              | 面积 （平方公里） | 常住人口 （2020年普查） | 政府驻地 | 县级行政区划 | 县级行政区划 | 县级行政区划 |  |
| 宁夏回族自治区行政区划图             | 区划代码   | 区划名称       | 汉语拼音              | 面积 （平方公里） | 常住人口 （2020年普查） | 政府驻地 | 市辖区       | 县级市       | 县           |  |
| ------------------------------------ | ---------- | -------------- | --------------------- | ----------------- | ----------------------- | -------- | ------------ | ------------ | ------------ |  |
| 银川市 石嘴山市 吴忠市 固原市 中卫市 | 640000     | 宁夏回族自治区 | Níngxià Huízú Zìzhìqū | 51,947.84         | 7,202,654               | 银川市   | 9            | 2            | 11           |  |
| 银川市 石嘴山市 吴忠市 固原市 中卫市 | — 地级市 — |                |                       |                   |                         |          |              |              |              |  |
| 银川市 石嘴山市 吴忠市 固原市 中卫市 | 640100     | 银川市         | Yínchuān Shì          | 6,942.86          | 2,859,074               | 金凤区   | 3            | 1            | 2            |  |
| 银川市 石嘴山市 吴忠市 固原市 中卫市 | 640200     | 石嘴山市       | Shízuǐshān Shì        | 4,074.47          | 751,389                 | 大武口区 | 2            |              | 1            |  |
| 银川市 石嘴山市 吴忠市 固原市 中卫市 | 640300     | 吴忠市         | Wúzhōng Shì           | 16,757.59         | 1,382,713               | 利通区   | 2            | 1            | 2            |  |
| 银川市 石嘴山市 吴忠市 固原市 中卫市 | 640400     | 固原市         | Gùyuán Shì            | 10,522.79         | 1,142,142               | 原州区   | 1            |              | 4            |  |
| 银川市 石嘴山市 吴忠市 固原市 中卫市 | 640500     | 中卫市         | Zhōngwèi Shì          | 13,650.14         | 1,067,336               | 沙坡头区 | 1            |              | 2            |  |

## 经济
根据初步核算的结果，2010年，宁夏GDP总量达到1,643.41亿元，位居全国第廿九位，比上年增长13.5％。分产业看，第一产业完成增加值160.28亿元，增长7.0％；第二产业完成增加值833.16亿元，增长16.0％，第三产业完成增加值649.97亿元，增长11.6％。按年平均人口计算，人均GDP达到26860元，居全国第十七位。由於天然條件惡劣，宁夏擁有著名貧困區西海固。
与其他省市区的经济发展相比，宁夏属于中等发展速度的省级行政区；二产业所占比重较大；人均GDP属于中等偏后。1979-2007年29年，按绝对数比较，2007年宁夏GDP总量为1978年的64.17倍；按不变价格推算（以同期全国平均物价水平为基准），GDP年平均增长率9.5％，低于同期全国9.8％的平均水平，年均增长率次于山西、安徽等15个省份居16位。1995年，宁夏GDP总量正式超过青海稳居第29位。GDP总量的发展，1988年突破50亿元，1993年突破100亿元，2004年突破500亿元，2008年突破1000亿元。人均GDP的发展，1988年首次突破1千元（全国1987年突破1千元），2000年突破5千元（全国1995年突破5千元），2005年突破1万元（全国2003年突破1万元）。
2007年，宁夏GDP总量（最终核实数）达到834.16亿元，与上年相比增幅达到13.9％，GDP占全国总量的0.31％；其中第一产业97.9亿元，占GDP比重11.74％；第二产业420.28亿元，占50.38％；第三产业315.98亿元，占37.88％；人均GDP为13,743元，次于陕西、青海等22省市区居第23位。经济结构中，二、三产业占有较大比重。以2007年为例，二产业占GDP比重次于江西、内蒙等14省区居全国第15位，三产业占GDP比重次于云南、甘肃等17省居第18位。

### 农业、牧业和渔业

#### 农业

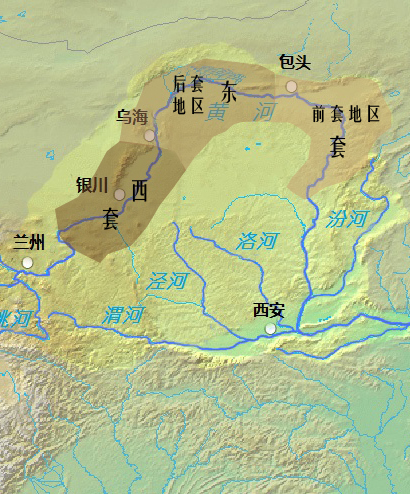
宁夏平原属于河套平原的一部分，又称“西套”

宁夏现有耕地1650万亩，人均2.8亩，居全国第2位。宁夏平原灌区种稻始于6世纪后半叶。宁夏平原沿河两岸，地势平坦，享黄河之利，旱涝无虞，又有“天下黄河富宁夏”之称。自秦朝开始，共开凿大的河渠13条，截止2008年，银川平原各时期修建的干支渠总数已达3000多条，总长度7000多公里。

#### 种植业

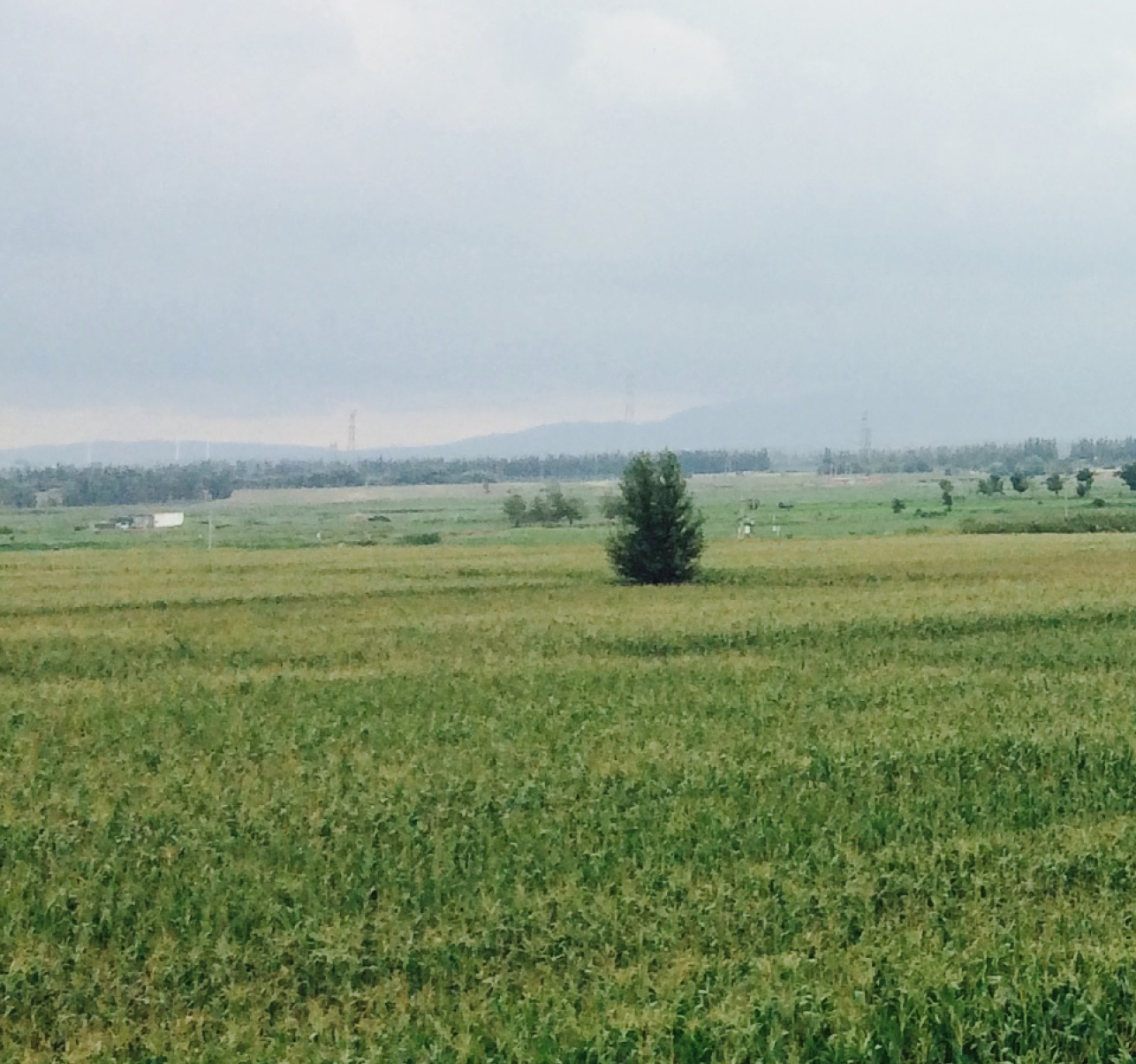
宁夏平原稻田风光

宁夏平原光照充足，土壤肥沃，四季分明，十分适宜瓜果的栽培。北魏郦道元所著《水经注》中记载，宁夏平原“桑果余林仍列洲上”。唐朝诗人韦蟾的《送卢潘尚书之灵武》写到：“贺兰山下果园成，塞北江南旧有名。”
宁夏栽培枸杞已有500多年的历史，处于清水河和黄河洪泛区交汇的宁夏中宁县出产的枸杞为最佳，明朝弘治年间就已被列为贡果，分为“朝玉、贡果、大栋、魁元”四个品级。多年来，宁夏枸杞一直以品质纯正、产量丰盈而居全国之冠，也是中药、食补领域的上品。1730年，第三代阿蓋爾公爵阿齊巴爾德·坎貝爾将宁夏枸杞引入英國，进入植物学视野。
贺兰山东麓以其独特的地理、气候和土壤优势，已成为中国乃至全球酿酒葡萄最佳种植区之一。20世纪80年代初，宁夏在贺兰山东麓大面积引种葡萄成功。1982年，中国农林科学院果木研究所研究员吴德玲来宁夏考察并指导葡萄种植1000多亩。1985年，开始生产干红、干白葡萄酒，从而真正开始了宁夏的现代葡萄酒生产。1989年正式出品了"玉泉牌"葡萄酒，是宁夏第一瓶葡萄酒。2011年底，由法国举办的中法葡萄酒盲品比赛中，前4名被宁夏贺兰山东麓产区葡萄酒包揽。2018年，贺兰山东麓葡萄酒在柏林葡萄酒大奖赛冬季赛中国区比赛获得金奖20枚，银奖3枚。

#### 牧业
宁夏有天然草场4000多万亩，是全国十大牧区之一。宁夏北部河套平原古称“河曲丰旷之野”，水草丰美，西汉时期就设立苑马监“河奇苑”、”号非苑“，放牧战马宁夏南部六盘山、清水河谷地带自秦朝开始就是战马供应产地，唐朝初年，唐朝监牧以原州（今宁夏固原市）为中心，以原州刺史为都监牧使，下管四个监牧使，称为四监使。诸使共管五十监。贞观二十年(646年)十月，唐太宗李世民来到六盘山原州的瓦亭关（今宁夏固原市泾源县大湾乡瓦亭村）视察马政，表现了对战马培育养殖的重视。
宁夏滩羊生长在宁夏东部和中部，是罕见的独特的盐渍化土壤地带，对滩羊肉的品质起到至关重要的影响，其肉质鲜美，不膻不腥，是公认的优质羊肉。中卫山羊培育成型于15世纪，是全中国知名的畜种，裘皮质量上乘，是全世界唯一的白色裘皮山羊。在宁夏与内蒙古交界地带，历史上饲养了大批阿拉善骆驼，古称“河西驼”，阿拉善骆驼体型高大、精力充沛，耐饥渴，可负重150-300千克，是人们在丝绸之路、茶叶之路进行贸易运输的重要伙伴。西夏时期饲养数十万峰骆驼，用于运输，并在战时配备给正规军使用。

#### 渔业
宁夏平原，河渠纵横，黄河故道留下大量湖泊，有“七十二连湖”之称。人均水产品占有量达27.7公斤，居西北地区首位，养殖有黄河鲤鱼、黄河鲶鱼、螃蟹、甲鱼等。且有70％以上的水产品销往陕、甘、青、蒙、新、藏等周边省区。

## 交通

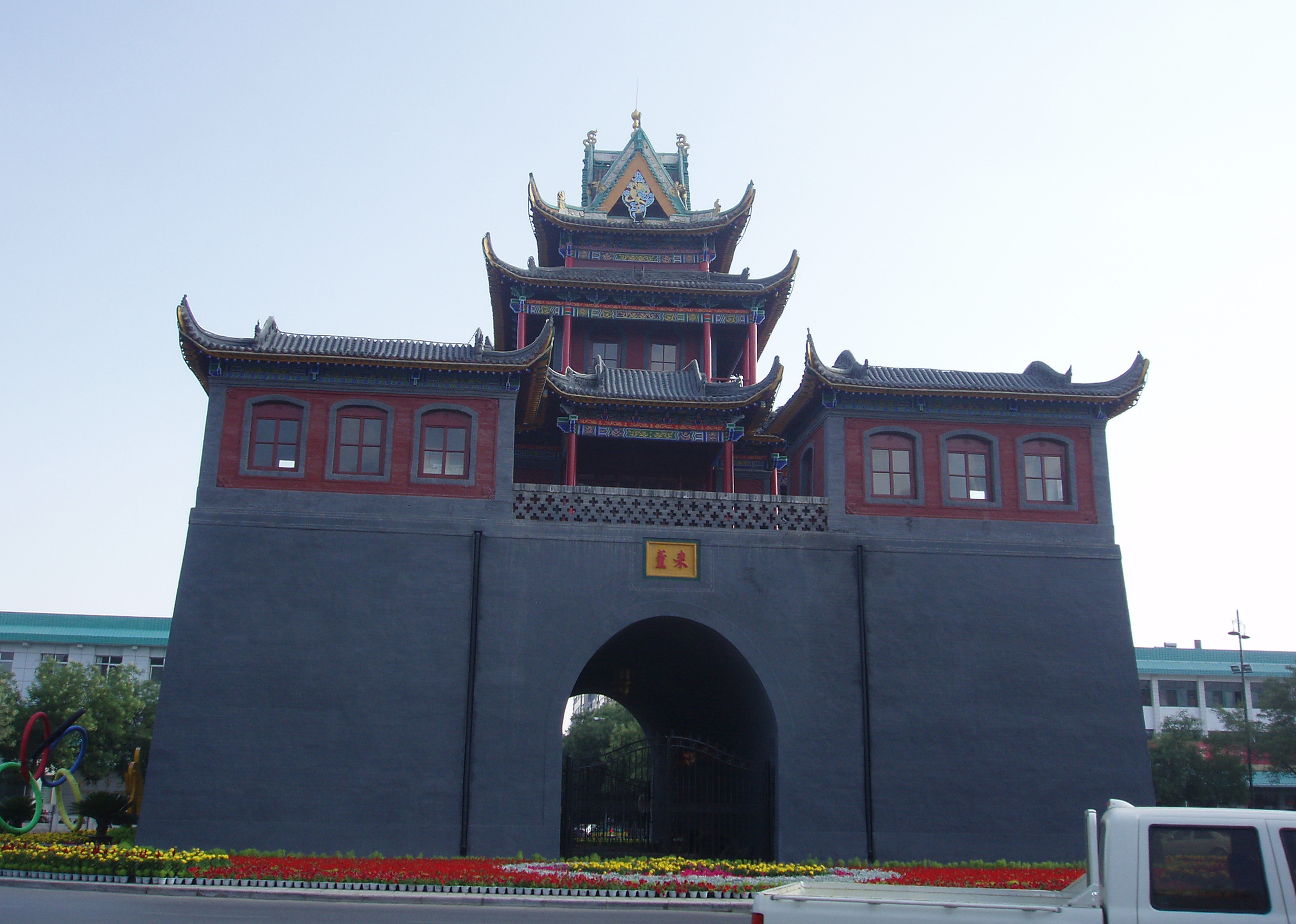
銀川市大鼓樓

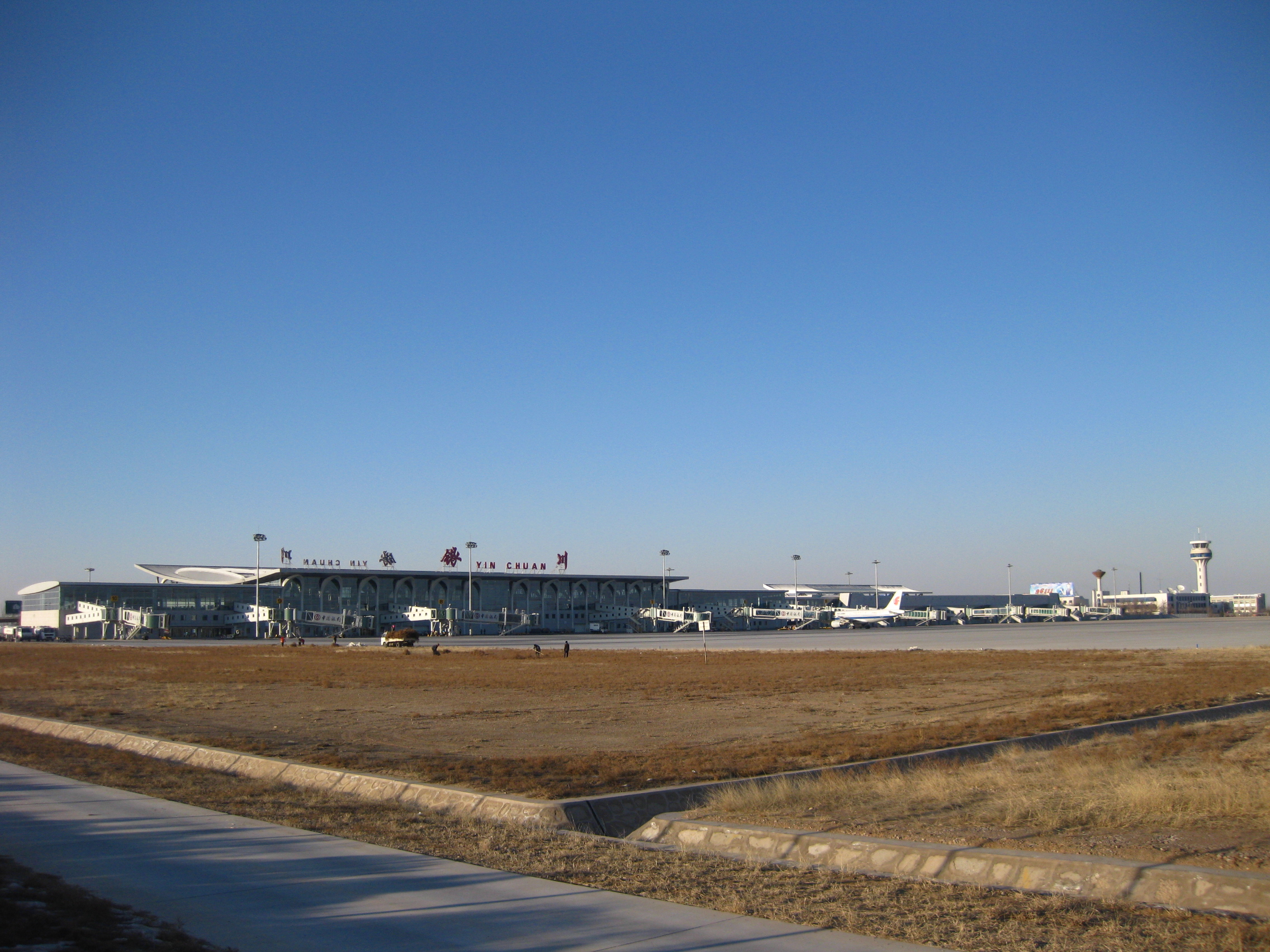
銀川機場

### 航空
- 银川河东国际机场
- 中卫沙坡头机场
- 固原六盘山机场

### 公路

#### 国道
- 109国道
- 110国道
- 211国道
- 307国道
- 309国道
- 312国道
- 327国道
- 338国道
- 341国道
- 344国道

#### 高速公路
- 京藏高速
- 青银高速
- 青兰高速
- 银百高速
- 福银高速
- 银昆高速
- 乌玛高速
- 乌银高速
- 银川绕城高速
- 定武高速
- 省级高速： 平石高速公路、 盐鄂高速公路、 泾华高速公路、 古青高速公路、 萌海高速公路、 中海高速公路、 寨海高速公路、 固西高速公路、 青彭高速公路

### 铁路
- 包兰线
- 干武线
- 宝中线
- 太中线
- 定银线
- 平汝线
- 银兰高速铁路
- 银西高速铁路
- 包银高速铁路

## 文化

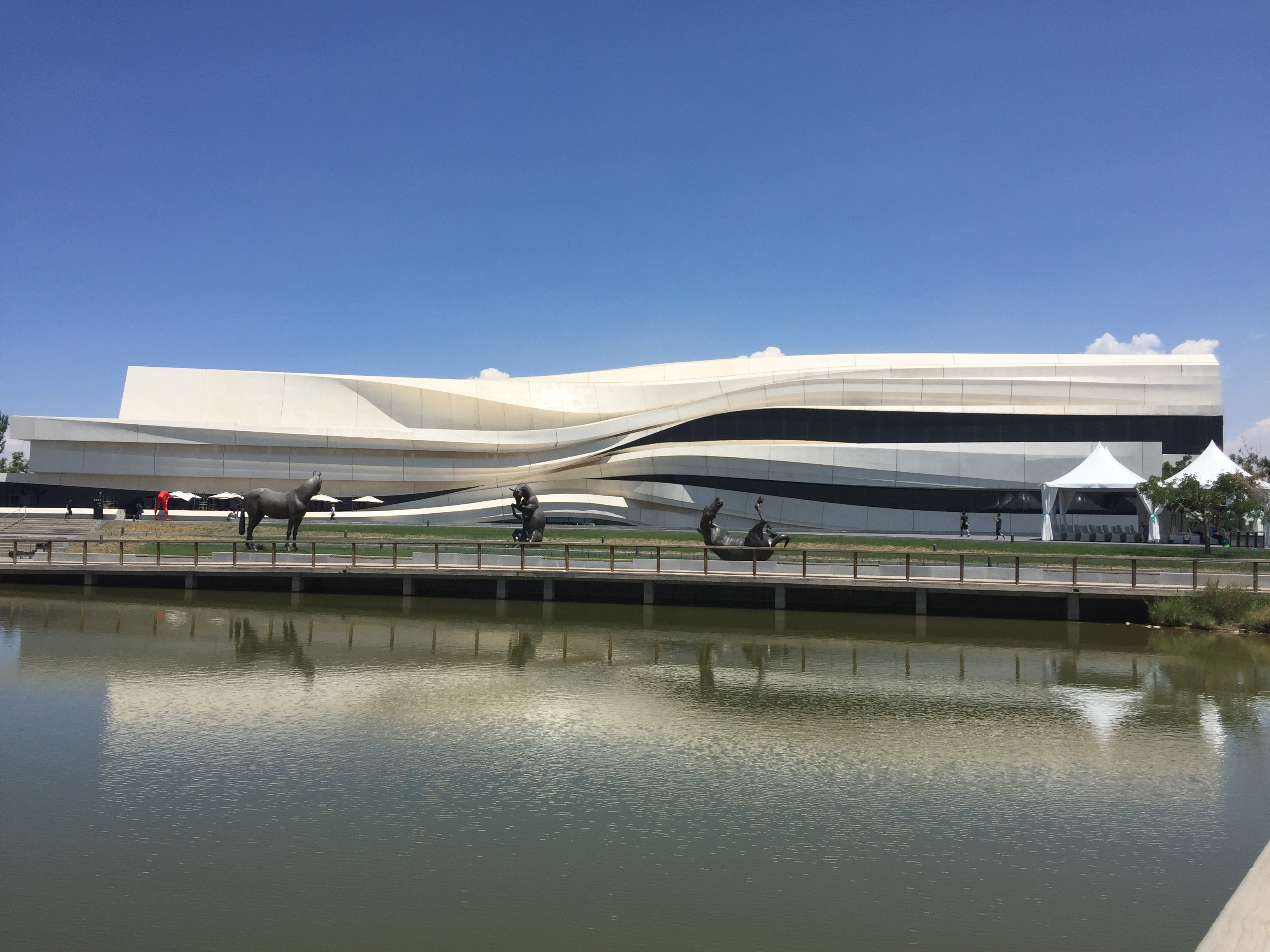
宁夏银川当代美术馆及周围黄河湿地

- 历史文化名城
  - 银川
    - 灵武

  - 中卫
  - 固原
    - 彭阳

  - 吴忠
    - 盐池

## 教育
- 寧夏大學
- 北方民族大學
- 寧夏醫科大學
- 寧夏师范学院
- 寧夏理工學院
- 银川能源学院
- 宁夏大学新华学院
- 银川科技学院

## 旅遊

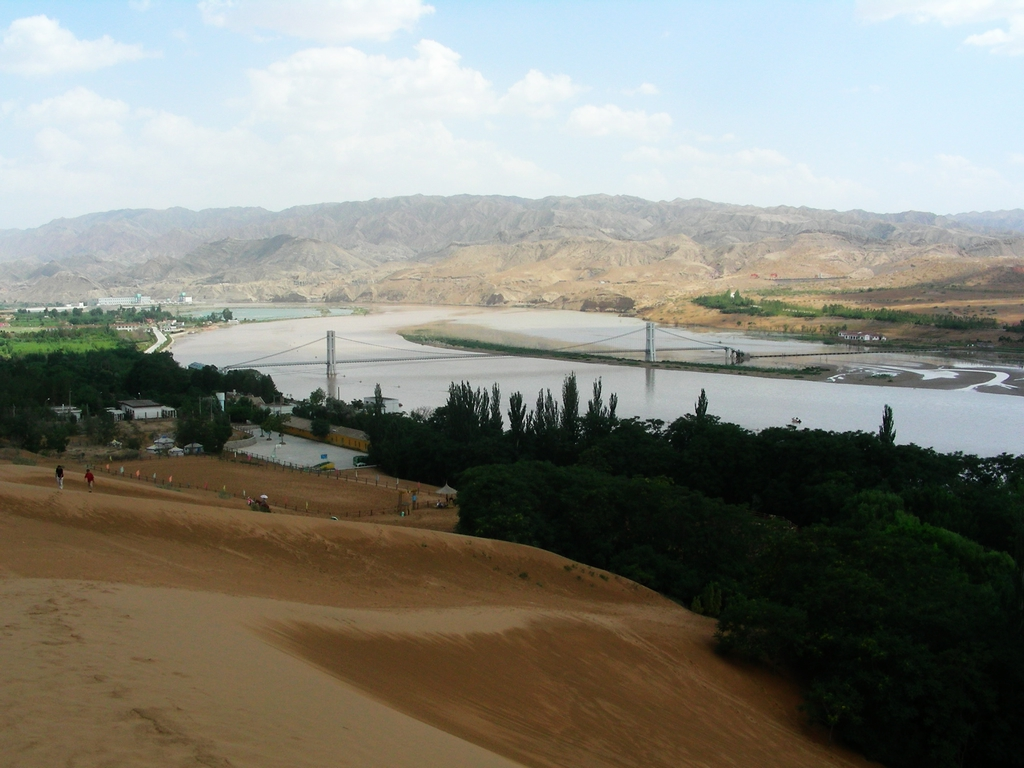
宁夏中卫市沙坡頭區

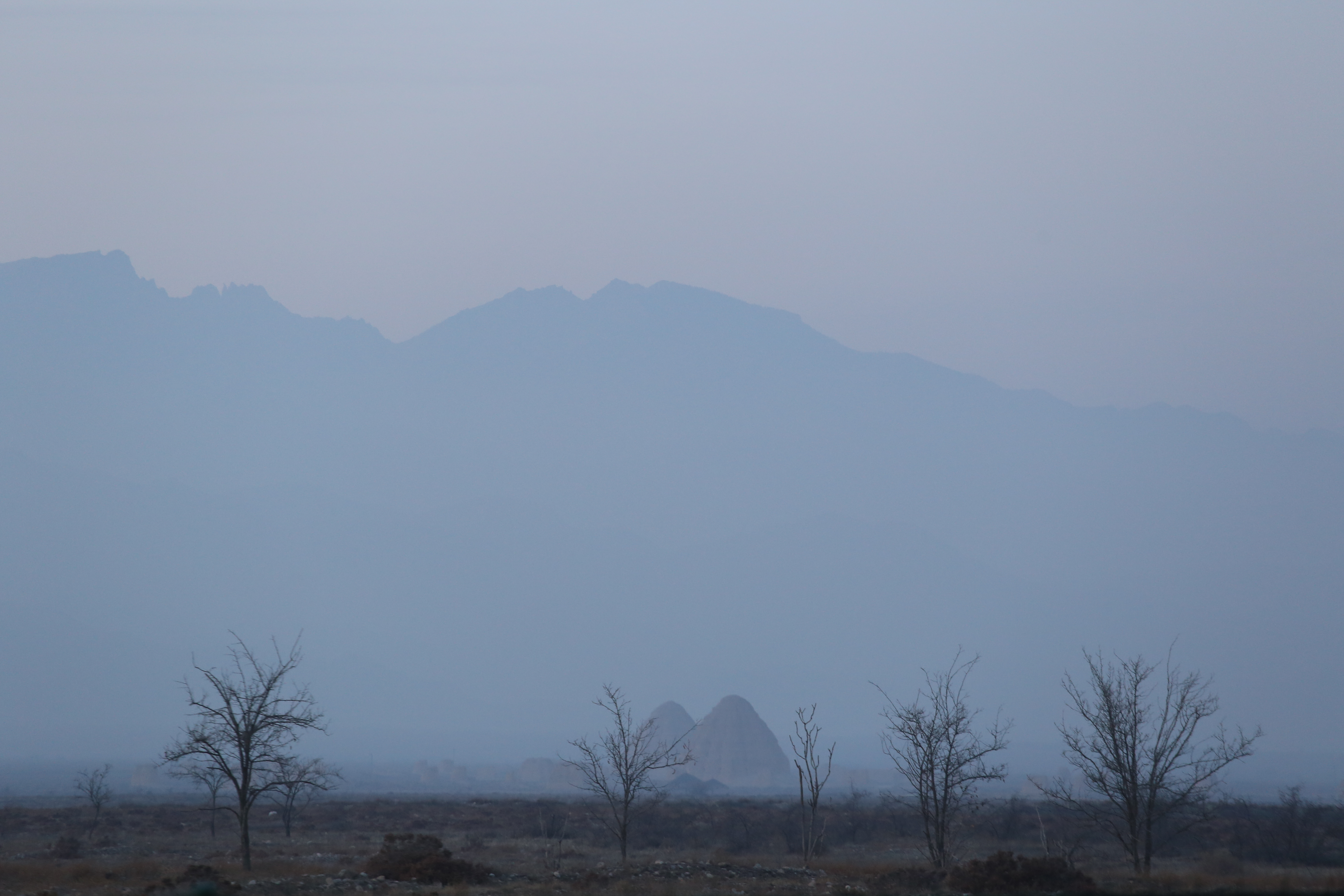
清晨的贺兰山和西夏王陵

著名旅遊风景区有：沙湖（5A）、中卫沙坡头（5A）、中华回乡文化园（4A）、镇北堡西部影视城（5A）、六盘山国家森林公园、黄沙古渡、固原须弥山石窟、西吉火石寨旅游区，隆德六盘山长征纪念亭、牛首山、贺兰山滚钟口风景区、贺兰山苏峪口保护区（4A）、贺兰山岩画（4A）、青铜峡一百零八塔等。
在地方特色产品方面，宁夏一度有“宁夏五宝”的说法：红宝－枸杞、黄宝－甘草、蓝宝－贺兰石、白宝－滩羊皮、黑宝－发菜（由于发菜2000年起被禁止开采，现已将黑宝改为太西煤）。

## 友好省区
- 蒙古国巴彦洪戈尔省
- 俄罗斯联邦外贝加尔边疆区
- 伊朗加兹温省
- 贝宁博尔古省
- 叙利亚大马士革省
- 意大利拉丁那省
- 意大利坎帕尼亚大区
- 日本岛根县
- 韩国庆尚北道
- 匈牙利佩斯州

## 主要领导
| 机构     | · 中国共产党 · 宁夏回族自治区委员会 | 宁夏回族自治区人民代表大会 常务委员会 | 宁夏回族自治区人民政府 | · 中国人民政治协商会议 · 宁夏回族自治区委员会 |
| 职务     | 书记                                | 主任                                  | 主席                   | 主席                                          |
| -------- | ----------------------------------- | ------------------------------------- | ---------------------- | --------------------------------------------- |
| 姓名     | 李邑飞                              |                                       | 张雨浦                 | 陈雍                                          |
| 民族     | 汉族                                |                                       | 回族                   | 满族                                          |
| 籍贯     | 云南省普洱市                        |                                       | 山东省济南市           | 辽宁北镇                                      |
| 出生日期 | 1964年1月（61歲）                   |                                       | 1962年8月（62歲）      | 1966年10月（58歲）                            |
| 就任日期 | 2024年6月                           |                                       | 2022年5月              | 2023年1月                                     |